# Guerre de Sept Ans
Guerre de Sept Ans
Batailles
- Minorque (navale) (1756)
- Pirna (1756)
- Lobositz (1756)
- Reichenberg (1757)
- Prague (1757)
- Kolin (1757)
- Hastenbeck (1757)
- Gross-Jägersdorf (1757)
- Moys (1757)
- Rochefort (1757)
- Rossbach (1757)
- Breslau (1757)
- Leuthen (1757)
- Carthagène (navale) (1758)
- Olomouc (1758)
- Saint-Malo (1758)
- Rheinberg (1758)
- Krefeld (1758)
- Domstadl (1758)
- Cherbourg (1758)
- Zorndorf (1758)
- Saint-Cast (1758)
- Tornow (1758)
- Lutzelberg (1758)
- Hochkirch (1758)
- Bergen (1759)
- Kay (1759)
- Minden (1759)
- Kunersdorf (1759)
- Neuwarp (navale) (1759)
- Hoyerswerda (1759)
- Baie de Quiberon (navale) (1759)
- Maxen (1759)
- Meissen (1759)
- Glatz (1760)
- Landshut (1760)
- Corbach (1760)
- Emsdorf (1760)
- Dresde (1760)
- Warburg (1760)
- Liegnitz (1760)
- Rhadern (1760)
- Berlin (1760)
- Kloster Kampen (1760)
- Torgau (1760)
- Belle-Île (1761)
- Langensalza (1761)
- Cassel (1761)
- Grünberg (1761)
- Villinghausen (1761)
- Ölper (1761)
- Kolberg (1761)
- Wilhelmsthal (1762)
- Burkersdorf (1762)
- Lutterberg (1762)
- Reichenbach (1762)
- Almeida (1762)
- Valencia de Alcántara (1762)
- Nauheim (1762)
- Vila Velha de Ródão (1762)
- Cassel (1762)
- Freiberg (1762)

- Jumonville Glen (1754)
- Fort Necessity (1754)
- Fort Beauséjour (1755)
- 8 juin 1755
- Monongahela (1755)
- Petitcoudiac (1755)
- Lac George (1755)
- Fort Bull (1756)
- Fort Oswego (1756)
- Kittanning (1756)
- En raquettes (1757)
- Pointe du Jour du Sabbat (1757)
- Fort William Henry (1757)
- German Flatts (1757)
- Lac Saint-Sacrement (1758)
- Louisbourg (1758)
- Le Cran (1758)
- Fort Carillon (1758)
- Fort Frontenac (1758)
- Fort Duquesne (1758)
- Fort Ligonier (1758)
- Québec (1759)
- Fort Niagara (1759)
- Beauport (1759)
- Plaines d'Abraham (1759)
- Sainte-Foy (1760)
- Neuville (1760)
- Ristigouche (navale) (1760)
- Mille-Îles (1760)
- Signal Hill (1762)

- Cap-Français (1757)
- Martinique (1759)
- Guadeloupe (1759)
- Dominique (1761)
- Martinique (1762)
- Cuba (1762)

- Chandernagor (1757)
- Plassey (1757)
- Gondelour (1758)
- Négapatam (navale) (1758)
- Condore (1758)
- Madras (1758)
- Pondichéry (navale) (1759)
- Masulipatam (1759)
- Chinsurah (1758)
- Wandiwash (1760)
- Pondichéry (1760-1761)
- Manille (1762)

- Saint-Louis (1758)
- Gorée (1758)
- Gambie

La guerre de Sept Ans, qui se déroule de 1756 à 1763, est un conflit majeur de l'histoire de l'Europe, l'un des premiers qui puissent être qualifiés de « guerre mondiale », ou a minima de « guerre mondialisée » en raison du grand nombre de belligérants. Elle concerne en effet les grandes puissances européennes de cette époque, regroupées en deux systèmes d'alliance antagonistes, et a lieu sur des théâtres d'opérations situés sur plusieurs continents, notamment en Europe, en Amérique du Nord et en Inde.
Alors que le précédent grand conflit, la guerre de Succession d'Autriche (1740-1748), opposait principalement l'Autriche alliée à la Grande-Bretagne et la Prusse alliée au royaume de France, la guerre de Sept Ans oppose la France alliée à l'Autriche et la Grande-Bretagne alliée à la Prusse. De nombreux autres pays européens participent cependant à cette guerre, notamment l'Empire russe aux côtés de l'Autriche et le royaume d'Espagne aux côtés de la France.
Ce conflit, dont la Prusse et la Grande-Bretagne sont sorties victorieuses, a eu des conséquences importantes sur l'équilibre des puissances européennes. En Amérique du Nord et en Inde, il fait presque entièrement disparaître le premier empire colonial français. En Europe, la Prusse s'affirme dans l'espace germanique du Saint-Empire grâce à ses victoires de Rossbach sur la France et de Leuthen sur l'Autriche (1757) : elle conteste désormais l'ancienne prééminence de l’Autriche.
Le début de la guerre de Sept Ans est traditionnellement daté du 29 août 1756, jour de l'attaque de la Saxe par Frédéric II, qui fait le choix de devancer une offensive autrichienne visant à reprendre la Silésie. Cependant, l’affrontement avait débuté plus tôt dans les colonies d’Amérique du Nord.

## Contexte géopolitique

### Les principaux sujets de conflit entre puissances européennes

#### Prusse et Autriche: le problème de la Silésie
En Europe continentale, une zone de friction importante existe entre la Prusse de Frédéric II et l'Autriche de Marie-Thérèse : la Silésie, province riche, peuplée et développée, conquise en 1742 par la Prusse, au début de la guerre de Succession d’Autriche. Au terme de cette guerre, Marie-Thérèse s'est trouvée confirmée à la tête des États patrimoniaux de la maison de Habsbourg (Hongrie, Bohême, duchés autrichiens, etc.) et son époux François de Lorraine a été élu empereur en 1745, mais Frédéric II conserve la Silésie. En 1754, Marie-Thérèse n'accepte toujours pas la perte de cette province.

#### France et Royaume-Uni: les conflits coloniaux
Le gouvernement de Louis XV s’inquiète depuis longtemps des visées de la Grande-Bretagne sur le domaine colonial de la France : la Nouvelle-France, qui s'étend de l'Acadie et du Canada à la Louisiane, les Antilles (Saint-Domingue, Guadeloupe, Martinique) et l'Inde française (les « comptoirs de l'Inde »).
Les sujets de désaccord entre la France et la Grande-Bretagne sont nombreux en Amérique du Nord :
- la concurrence dans le commerce de peaux au détriment du respect des traités avec les différentes tribus amérindiennes[7] ;
- la crainte des Britanniques de voir l’influence du catholicisme grandir à partir des colonies françaises grâce à la présence des missions jésuites en Nouvelle-France ;
- la zone de pêche au large de Terre-Neuve, très poissonneuse, où les droits de pêche sont contestés par les uns et les autres ;
- et surtout, la possession de l’immense territoire de Louisiane, situé entre les Grands Lacs, le golfe du Mexique, les Appalaches et le Mississippi, notamment le contrôle de la vallée de l'Ohio[8].

La vallée de l’Ohio est convoitée par les Britanniques et les Français, mais aussi par les Iroquois, qui l'ont conquise sur les Chaouanons avant 1742. Le traité d’Utrecht de 1713 stipulant que les Iroquois ne sont pas sujets de la couronne britannique, les Français estiment que la zone leur est ouverte. De fait, fortifiée par le gouverneur Michel-Ange Duquesne de Menneville, elle est placée sous leur contrôle. Mais les Britanniques sont en désaccord avec le point de vue français.

### Situation des puissances européennes vers 1755

#### La France deLouisXV
Bien qu'elle reste la principale puissance militaire en Europe, avec la première armée d’Europe (environ 400 000 hommes), et une marine de bonne qualité mais inférieure à celle des Britanniques, la France se trouve dans une situation inconfortable en Europe, vis-à-vis de la Prusse, et hors d’Europe, vis-à-vis du Royaume-Uni.
Durant la guerre de Succession d’Autriche (1740-1748), elle n’a rien obtenu du fait de son alliance avec la Prusse, qui a d'ailleurs conclu une paix séparée : les traités de Breslau et Berlin en 1742 mettant fin à la première guerre de Silésie, puis le traité de Dresde en 1745 mettant fin à la deuxième guerre de Silésie. Les finances françaises ont été durement éprouvées par cette guerre inutile.
L'alliance de la Prusse avec le Royaume-Uni en 1756 contrarie énormément le gouvernement français. Encouragé par son entourage, notamment par la marquise de Pompadour, sa favorite, Louis XV se résout à un renversement d’alliance au profit de l’Autriche. Le traité d’alliance, signé en mai 1756 à Versailles, qui vise à contrecarrer la montée en puissance de la Prusse, met fin à une inimitié entre la France et la maison de Habsbourg, au pouvoir à Vienne, qui remonte à l'époque de Charles Quint.
De plus, le 21 mars 1757, la France conclut avec la Suède une convention visant à maintenir les acquis des traités de Westphalie. La Suède s'engage à fournir une armée, qui sera financée par la France.
La situation en Amérique du Nord pose aussi des problèmes : l'émigration de sujets français vers la Nouvelle-France est trop limitée et ne permet pas à la France d’assurer le contrôle réel et la défense de son empire colonial. Les pertes de territoires qui ont eu lieu à la suite de la guerre de Succession d'Espagne ont sérieusement amputé les possessions françaises, mais l’ambition d’étendre la domination sur le continent américain demeure.
En Inde, les affrontements antérieurs ont plutôt tourné à l’avantage des Français, mais les princes locaux, prompts à changer d’alliance, modifient en permanence l’équilibre existant.

#### La Grande-Bretagne deGeorgeII
La Grande-Bretagne a un empire colonial étendu et peuplé (à la différence des colonies françaises), qui rapporte beaucoup d’argent à la couronne. Sa composante principale est formée par les Treize Colonies d'Amérique du Nord.
Le point fort des Britanniques est la marine, la Royal Navy. Comme Alfred Mahan l’a expliqué plus tard, elle est le fondement de la puissance britannique, permettant de maîtriser le commerce maritime, de conquérir et de contrôler des colonies et, militairement parlant, de « déplacer la frontière de la Grande-Bretagne sur les côtes de ses adversaires ».
En revanche, elle n'a plus d’armée de terre puissante, malgré la création de la New Model Army par Oliver Cromwell et Thomas Fairfax durant la guerre civile du siècle précédent. L'armée britannique est principalement utilisée pour maintenir la paix intérieure et pour la conquête et la pacification des colonies.

#### La question hanovrienne
Le Royaume-Uni a un point faible en Europe : du fait que les électeurs de Hanovre ont accédé à la couronne britannique avec George Ier en 1714, le gouvernement britannique est impliqué dans les conflits autour de l’électorat de Hanovre, un des nombreux États du Saint Empire. Le gouvernement britannique ne peut pas abandonner l'électorat et doit donc trouver un allié continental pour protéger le Hanovre contre une attaque française comme celle qui s'était produite en 1741. Londres, en 1755, a signé des traités de garantie avec la Russie, le landgraviat de Hesse et quelques autres princes allemands mais ils offrent peu de garanties. L'opposition reproche au premier ministre Lord Newcastle de sacrifier les intérêts commerciaux et maritimes de la Grande-Bretagne à une question qui n'intéresse que la famille royale mais le roi et la majorité parlementaire, en jouant sur la crainte d'une invasion française, parviennent à retourner l'opinion en faisant venir des régiments hanovriens pour la défense de l'île. En mai 1756, Londres signe avec la Prusse le traité de Westminster par lequel, en échange d'un fort subside, Frédéric II s'engage à défendre le Hanovre.

#### Les questions coloniales
Hors d’Europe, la principale zone de friction entre la Grande-Bretagne et la France se trouve en Amérique du Nord. La guerre de succession d’Espagne a permis à la Grande-Bretagne de prendre le contrôle d’une partie de l’Acadie, et d'être assurée de contrôler totalement la baie d’Hudson et Terre-Neuve (traités d'Utrecht de 1713). Mais le conflit n’est pas réglé définitivement.
En Inde, la situation est aussi conflictuelle mais les deux puissances coloniales ne possèdent que des comptoirs et, sur ce théâtre d’opérations éloigné, elles doivent jouer avec leurs versatiles alliés du sous-continent indien.

#### L'Autriche de Marie-Thérèse

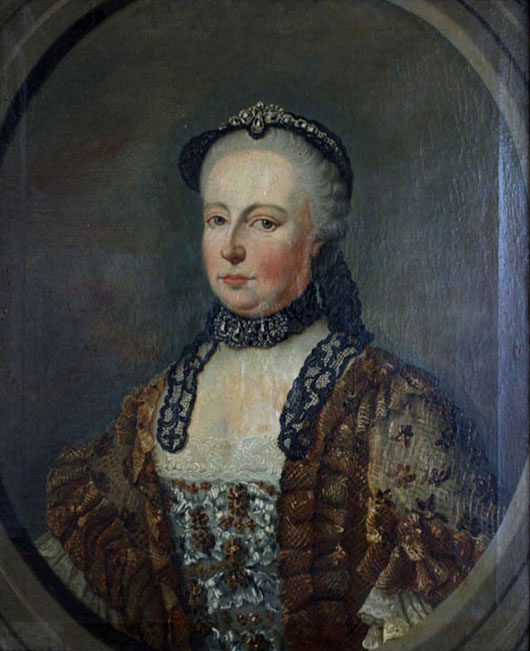
L'impératrice et reine Marie-Thérèse d'Autriche.

Politiquement, l'Autriche de cette époque est un vaste ensemble constitué par les territoires héréditaires de la maison de Habsbourg (Hongrie, Bohême, duchés et archiduchés autrichiens, Croatie, Pays-Bas autrichiens, etc.), dont le chef est en général aussi empereur d'Allemagne, mais cette dignité n'est pas héréditaire (et est réservée à un homme).
L'Autriche est depuis 1740 dirigée par Marie-Thérèse, dont l'époux François de Lorraine a été élu empereur en 1745. L'arrivée de Marie-Thérèse au pouvoir à Vienne résulte de la volonté de son père, l'empereur Charles VI, qui, en 1713, avait promulgué la Pragmatique Sanction afin d’assurer la transmission du trône à l'aînée de ses filles, à défaut d'héritier mâle, au détriment des enfants de son frère aîné, à qui il a succédé.
Ces mises en cause du droit d'aînesse, de la prédominance des mâles (loi salique) ainsi que la jeunesse de Marie-Thérèse (23 ans en 1740) ont provoqué la formation d'une coalition, dont les principaux protagonistes sont la Prusse et la France, visant à abattre la puissance des Habsbourg. Il en est résulté une longue guerre, la guerre de Succession d'Autriche (1740-1748), au cours de laquelle Marie-Thérèse a reçu l'assistance du Royaume-Uni.
Au terme de cette guerre, Marie-Thérèse a perdu des territoires, mais pas autant que ses adversaires l'espéraient : par le traité de Breslau, elle reconnaît la cession de la Silésie à la Prusse ; par le traité d'Aix-la-Chapelle (1748), elle abandonne les duchés italiens de Parme, Plaisance et Guastalla.
Dans les années 1750, le gouvernement autrichien est animé par le désir de reprendre la Silésie et de remettre l'électeur de Brandebourg, « roi en Prusse » depuis 1701, à sa place.

#### La Prusse de Frédéric le Grand

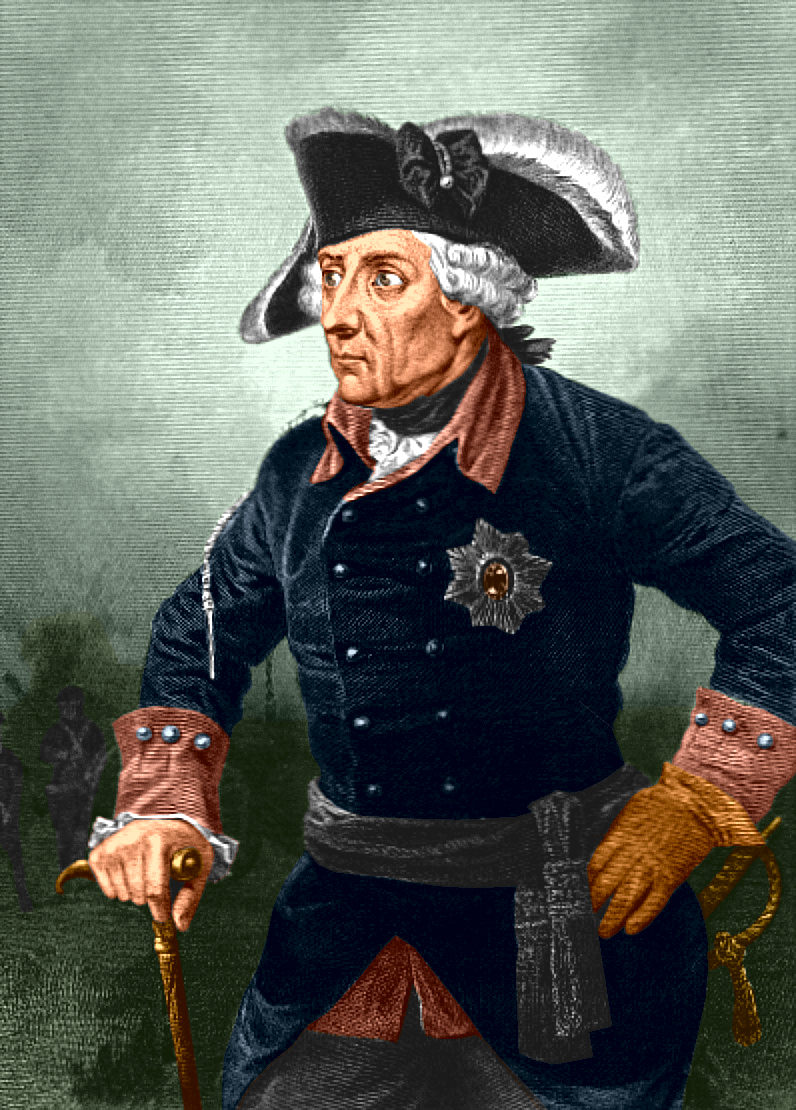
Frédéric II (roi de Prusse).

La Prusse est la puissance émergente du XVIIIe siècle, issue du rassemblement sous le même souverain (en 1618) de la marche de Brandebourg (capitale : Berlin), un des électorats du Saint Empire, et du duché de Prusse (capitale : Königsberg), ancien État des chevaliers Teutoniques, devenu en 1525 un fief vassal du royaume de Pologne. Le duché de Prusse, libéré de la suzeraineté polonaise, est devenu un royaume, mais pour l'empereur, l'électeur de Brandebourg est seulement « roi en Prusse ».
Sous la houlette de Frédéric Ier, puis de Frédéric II à partir de 1740, la Prusse s’est imposée comme un acteur majeur en Europe centrale. Constituée de territoires morcelés, elle dispose de moyens humains et économiques limités, mais son armée est très disciplinée et bien entraînée. Frédéric II est de plus un excellent stratège et tacticien. Il a conquis la Silésie lors de la guerre de Succession d’Autriche.
Sur le plan diplomatique, Frédéric II redoute d'être encerclé par une coalition de la Russie, de l'Autriche et de la Saxe, l'électeur de Saxe, Auguste III, étant aussi en tant que roi de Pologne (élu), à la tête de la république des Deux Nations (Pologne et Lituanie).
Frédéric, voulant éviter un rapprochement entre la Grande-Bretagne et la Russie, propose ses services pour protéger le Hanovre. La Prusse et la Grande-Bretagne concluent un accord sans contenu précis, la convention de Westminster, le 1er janvier 1756. Cet accord provoque le mécontentement de la France, jusque-là alliée de la Prusse, et entraîne son rapprochement avec l'Autriche. Cependant, même avec les subsides britanniques, l’armée prussienne est en infériorité numérique et en position stratégique délicate face à ses adversaires.

#### La Russie d'ÉlisabethIre
En Russie, la tsarine Élisabeth, ayant conquis le pouvoir en 1741, confie la direction du gouvernement au vice-chancelier Alexis Bestoujev-Rioumine, partisan d'une alliance avec la Grande-Bretagne et avec l'Autriche.
La Russie réussit à sortir de la guerre de succession d’Autriche sans dommages, mais s'inquiète de la montée en puissance de la Prusse qu’elle voudrait faire redevenir un État allemand peu puissant.
Dans ces conditions, l’alliance de la Prusse avec la Grande-Bretagne est une mauvaise nouvelle pour la Russie et impose une révision diplomatique : c’est donc tout naturellement que la Russie prend place dans le camp franco-autrichien. Louis XV se montre d'ailleurs enthousiaste quant à l'aide de ce nouvel allié et y a même envoyé le chevalier d'Éon pour achever de convaincre la tsarine en la préservant des conseils anglophiles du vice-chancelier.

### Le déclenchement de la guerre

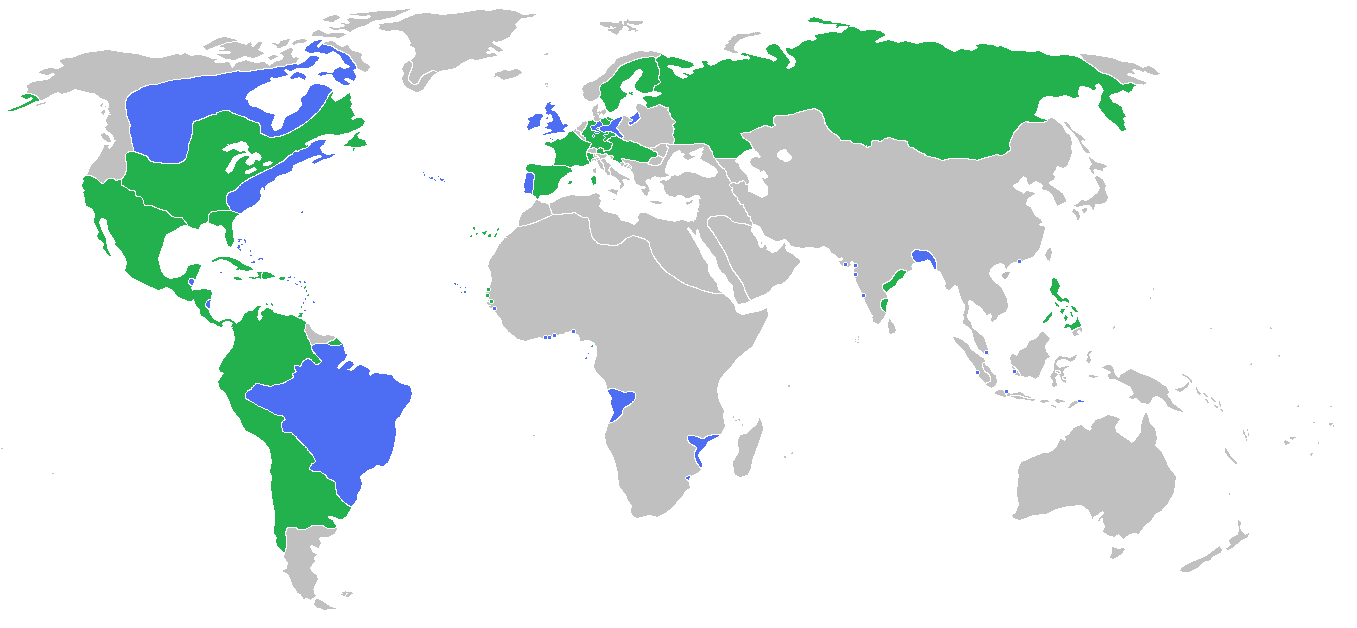
Localisation des belligérants en 1740 :
Grande Bretagne, Prusse, Portugal, leurs alliés et dépendances ;
France, Espagne, Autriche, Russie, Suède, leurs alliés et dépendances.

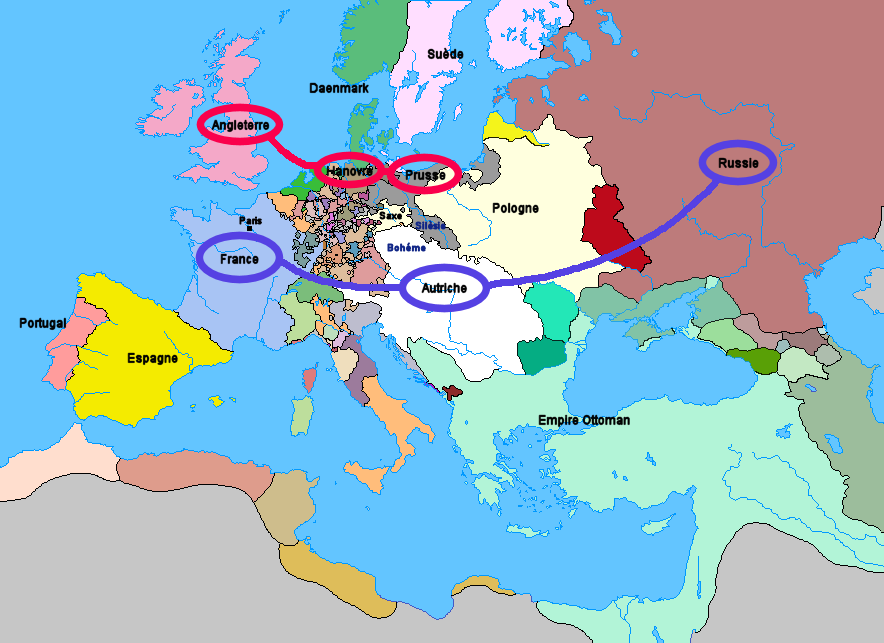
Les alliances à la veille de la guerre de Sept Ans.

L’année 1756 voit ainsi un changement complet des alliances en Europe : la Grande-Bretagne et la Prusse s’allient contre la France, l’Autriche et la Russie, ainsi que la Saxe et la Suède. Une fois ce jeu de chaises musicales diplomatiques terminé, les protagonistes se mettent en ordre de bataille pour finir ce qui a été laissé en chantier en 1748 : la possession de la Silésie pour l’Autriche et la rivalité nord-américaine pour la France et la Grande-Bretagne.
Dès avril 1756, la France attaque la base navale britannique de Minorque et réussit à s'en emparer. La guerre est officiellement déclarée quelques semaines après.
En ce qui concerne l’Amérique du Nord, un conflit larvé est en cours depuis 1743, et des combats sérieux ont eu lieu en 1755 (bataille de la Monongahela et bataille du lac George). En août 1756, Montcalm, arrivé en avril, lance une attaque victorieuse contre le fort Oswego, position britannique avancée sur la rive sud du lac Ontario, ce qui amène la Grande-Bretagne à mettre en place un blocus contre les colonies françaises d’Amérique du Nord.
La Prusse, informée par ses espions que l’Autriche et la Russie mobilisent leurs armées, décide de prendre les devants et attaque la Saxe (septembre 1756).

## Déroulement

### Les opérations militaires en Europe
La guerre en Europe se déroule principalement dans l'est de l'Allemagne, où la Prusse affronte l'Autriche, la Russie et la Suède en Saxe, en Silésie et en Mecklembourg ; dans le Hanovre, où l'armée française est opposée aux forces britanniques et hanovriennes ; sur mer, où s'affrontent les marines britannique et française (bataille des Cardinaux, 1759), avec plusieurs opérations ou projets de débarquement en France ou en Grande-Bretagne.

#### 1756: l'offensive française en Méditerranée (avril)
La France prend l’offensive en mer Méditerranée un mois avant la déclaration de guerre officielle entre Versailles et Londres. Le 1er avril 1756, 12 navires de ligne et 173 de transports, commandés par La Galissonnière, débarquent 15 000 hommes à Minorque, seconde base britannique en Méditerranée après Gibraltar.
La Royal Navy, qui a été trompée par de faux préparatifs d'invasion sur la Manche, est surprise. Les 13 vaisseaux mal préparés confiés en hâte à l'amiral John Byng sont repoussés par La Galissonnière (20 mai) et Minorque tombe le 29 juin aux mains du duc de Richelieu.
Byng est accusé de n'avoir pas « fait tout son possible ». Condamné, il est fusillé en dépit des multiples appels à la grâce royale.
Au nord, une armée française, sous les ordres de Charles de Rohan-Soubise, se prépare à avancer vers le Hanovre et la Silésie.

#### 1756: l'occupation de la Saxe par la Prusse (septembre-octobre)
Frédéric II est en position d’infériorité face à l'alliance de l'Autriche, de la Russie et de la Saxe, mais peut compter sur une armée tout à fait opérationnelle. Son idée maîtresse est de profiter de sa position centrale pour vaincre séparément les trois alliés sur un terrain de son choix.

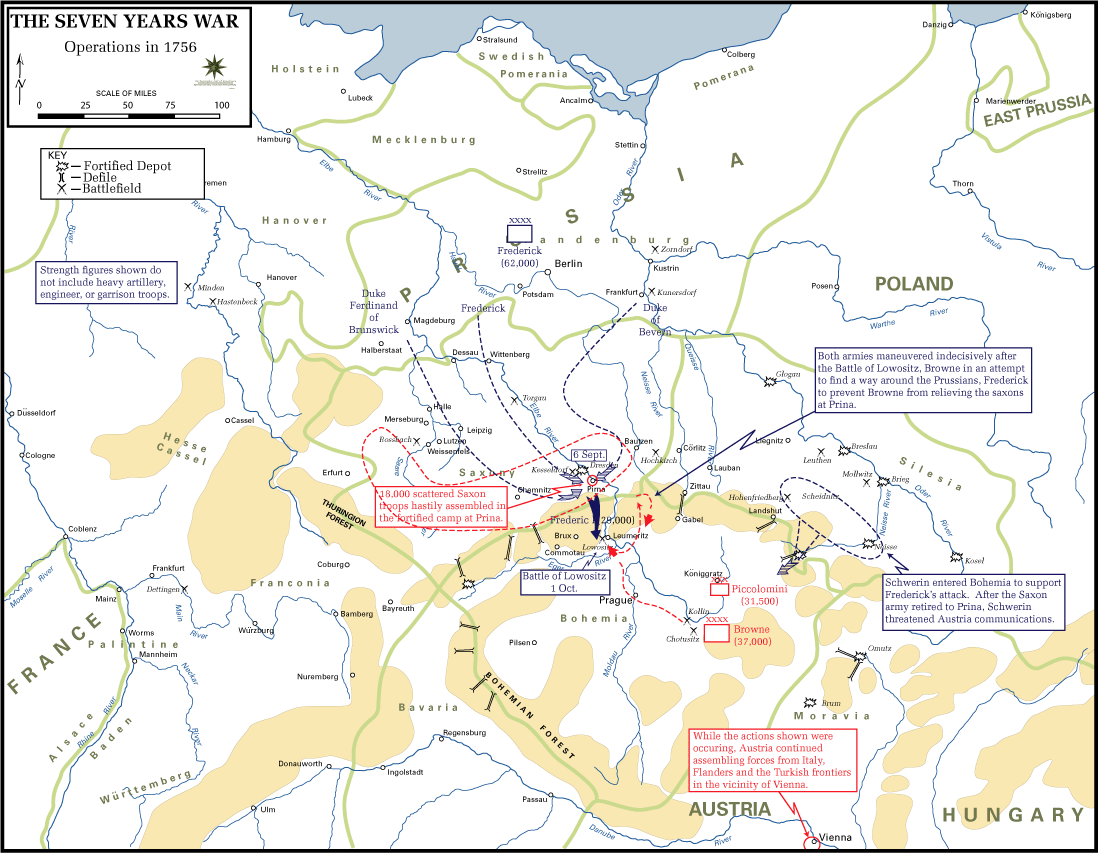
Opérations en Europe pour l’année 1756.

Sa première cible est l'électorat de Saxe, un pays riche mais dont les forces armées sont limitées. Une fois la décision prise, l’armée prussienne envahit la Saxe, occupant rapidement Dresde, la capitale (9 septembre), tandis que l’armée saxonne (18 000 hommes) se replie dans la forteresse de Pirna. Il bat ensuite à Lobositz une armée autrichienne venant au secours des Saxons (1er octobre), subissant de lourdes pertes, puis met le siège devant Pirna qui capitule le 14 octobre.
Cette campagne victorieuse a pris plus de temps que prévu : l'armée prussienne renonce à la poursuivre et prend ses quartiers d'hiver. Elle occupe une bonne partie de la Saxe. Auguste III et Heinrich von Brühl, son premier ministre, trouvent refuge à Varsovie ; en revanche, l'épouse d'Auguste, Marie-Josèphe d'Autriche, reste dans Dresde occupée, où elle mourra le 17 novembre 1757. Pendant le conflit, la Saxe fournira environ un tiers des revenus de la monarchie prussienne. Les soldats saxons faits prisonniers à Pirna sont incorporés dans l'armée prussienne, mais beaucoup désertent par la suite.

#### 1757: la guerre en Bohême et en Silésie

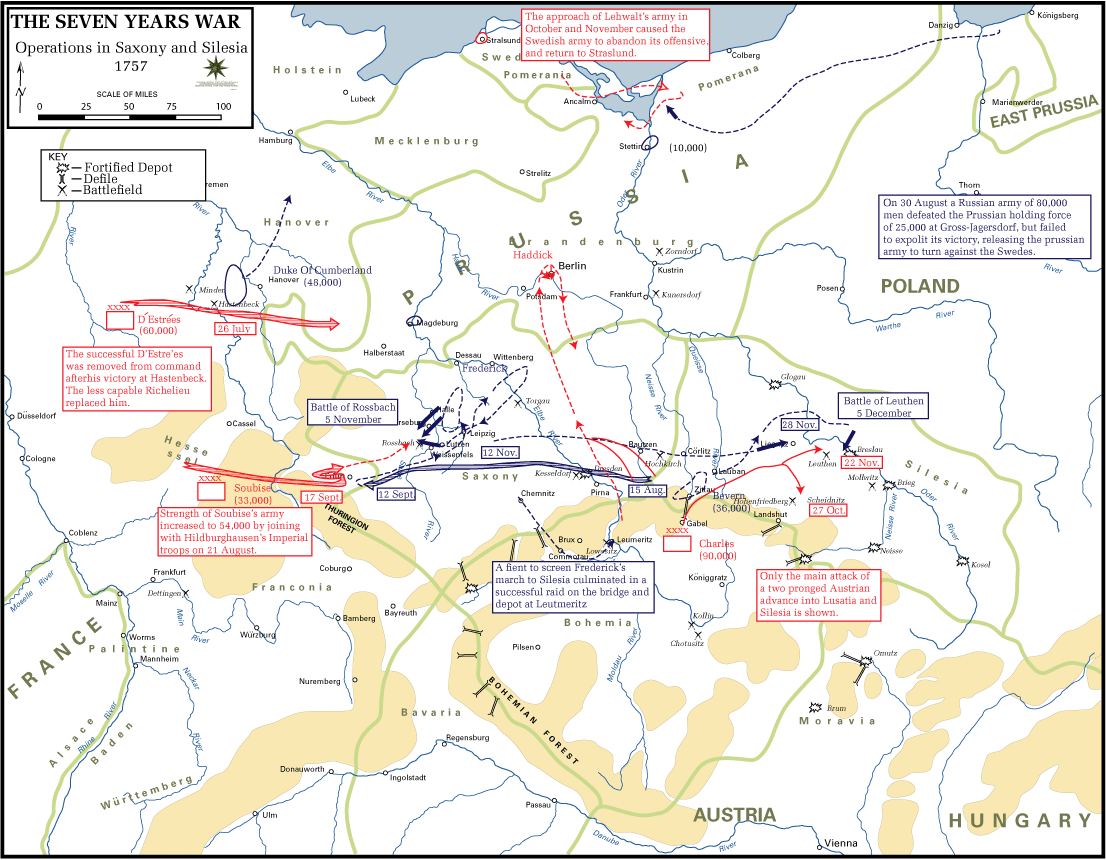
Opérations en Saxe et en Silésie pour l’année 1757.

Lorsque la campagne de 1757 commence, Frédéric se tourne vers la Bohême (qui relève de la monarchie autrichienne) et lance l'offensive en direction de Prague, défendue par une armée commandée par Charles de Lorraine, frère de l'empereur, et par le maréchal Maximilian Ulysses Browne (d'origine irlandaise (1705-1757). Les Prussiens s’imposent, puis mettent le siège devant Prague (6 mai), où s'est réfugié le corps d'armée autrichien.
Une nouvelle armée est mise sur pied par le maréchal Leopold Joseph von Daun pour porter secours à Prague. Frédéric va à sa rencontre mais, profitant d’une position avantageuse, les Autrichiens sont vainqueurs à Kolin le 18 juin, ce qui oblige Frédéric à lever le siège et à battre en retraite en Silésie.
La Prusse se retrouve alors dans une position difficile, alors que l’armée autrichienne avance depuis la Bohême et que l'armée française de Soubise arrive de l’ouest. L’armée russe s’impose de son côté à la Gross-Jägersdorf le 30 août, mais est arrêtée à Königsberg et ne peut envahir la Prusse-Orientale. Charles de Lorraine l'emporte lors des batailles de Moys et de Breslau et semble sur le point de reconquérir la Silésie.
Frédéric II décide alors de concentrer ses forces et d’attaquer ses ennemis un par un. Il se tourne d’abord vers les Français et les défait à Rossbach le 5 novembre. Puis il regroupe son armée et repart vers l’est, écrasant l’armée autrichienne à Leuthen, le 5 décembre.

#### 1757: l'offensive française vers le Hanovre

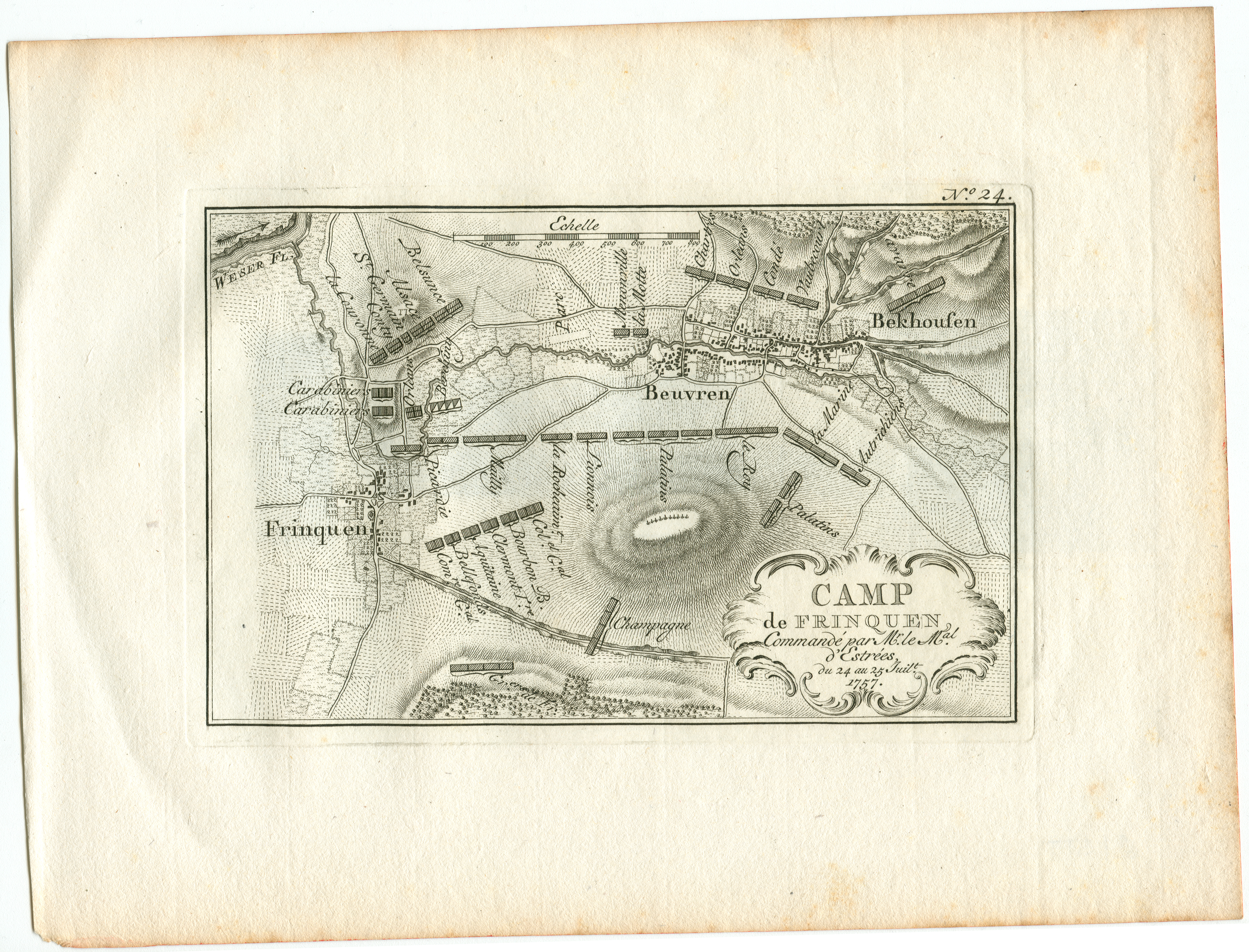
Camp de Frinquen… du 24 juillet- 1757- au 25 juillet 1757.

L’offensive française vers le Hanovre, désormais dirigée par le maréchal d'Estrées à la tête d’une armée coalisée de 100 000 hommes, progresse bien face aux forces britanniques et hanovriennes. La supériorité numérique permet à la France de l'emporter à Hastenbeck le 26 juillet, amenant la capitulation du Hanovre (voir aussi Convention de Klosterzeven).
William Pitt « l’Ancien » réplique par une série de descents, des expéditions navales avec débarquement de troupes et raids dans les territoires alliés, stratégie déjà utilisée par les Anglais au début de la guerre de Cent Ans. La première de ces expéditions est organisée à l’automne contre l'arsenal de Rochefort. Le 8 septembre, John Mordaunt et Edward Hawke quittent la Grande-Bretagne, prennent l’île d'Aix le 23 septembre, mais ne parviennent pas à s'emparer de Rochefort et l’expédition prend le chemin du retour le 1er octobre.

#### 1758: l'enlisement de la Prusse et de la France

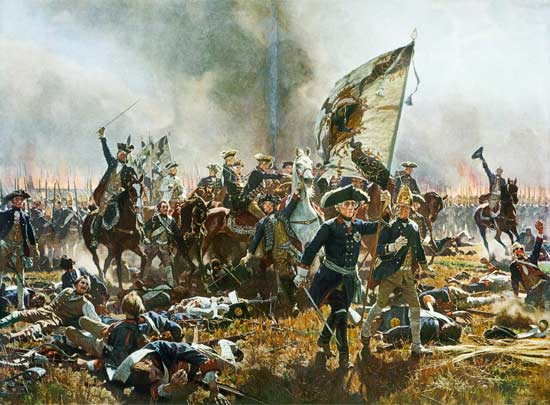
Frédéric le Grand à la bataille de Zorndorf.

Après la victoire de Leuthen (décembre 1757), Frédéric se lance à la poursuite de l’armée autrichienne, sans obtenir de succès notable. En 1758, il est contraint de revenir vers la Prusse car les armées russe et suédoise passent à l’attaque, au moment même où l'armée autrichienne reprend l'offensive.
Le 25 août, il affronte l'armée russe à Zorndorf (à 120 km à l'est de Berlin). Cette bataille sanglante arrête l'offensive ennemie et permet à Frédéric d’empêcher la jonction des Russes et des Autrichiens à Berlin. Les Suédois, qui sont entrés en Mecklembourg, mettent les Prussiens en difficulté à Tarnow (au sud de Rostock) le 26 septembre, puis à celle de Fehrbellin (en) le 28. La situation de la Prusse devient encore plus difficile lorsque, le 14 octobre, Frédéric est nettement battu par les Autrichiens à Hochkirch (à l'est de Dresde). Mais cette victoire n'est pas exploitée par le maréchal von Daun, dont la prudence permet à l'armée prussienne de se retirer en bon ordre et de prendre ses quartiers d'hiver. Par ailleurs, les Prussiens parviennent à repousser les Russes lors du premier siège de Kolberg (actuelle Kołobrzeg, en Poméranie), qui est levé au début de novembre 1758.
Après la défaite française de Rossbach (novembre 1757), la Grande-Bretagne refuse de ratifier la capitulation du Hanovre et décide de poursuivre le combat. Une armée est formée sous les ordres de Ferdinand de Brunswick-Lunebourg (sans aucun soldat britannique, il s'agit de mercenaires stipendiés par Londres). En six semaines, l’armée française est chassée du Hanovre, ce qui l'empêche de profiter des difficultés de la Prusse. Cet échec révèle l’incapacité de l’armée française, supérieure en nombre, à s’imposer contre un ennemi plus mobile et plus décidé.
En même temps, l’armée britannique effectue un débarquement dans la baie de Cancale (5 juin) et avance vers Saint-Malo. L’arrivée d’une armée de secours empêche la prise de la ville, mais les Britanniques incendient les bateaux amarrés dans le port. Ils envisagent un moment de débarquer à Cherbourg, mais en sont empêchés par le mauvais temps et l'expédition rentre en Grande-Bretagne .
Pitt en organise alors une troisième. Soutenue par un bombardement naval, l’armée britannique débarque et prend Cherbourg. Après avoir pillé la ville, les Britanniques reprennent la mer et débarquent de nouveau près de Saint-Malo (3 septembre), mais ne réussissent pas à prendre la ville. Le mauvais temps force la flotte à s'abriter à Saint-Cast, où les soldats débarqués doivent la rejoindre à pied. Une intervention de l’armée française menace un temps l’expédition, mais le sacrifice de l’arrière-garde sous les ordres du général Dury permet à l’armée britannique de rembarquer.

#### 1759: les difficultés de la Prusse et de la France

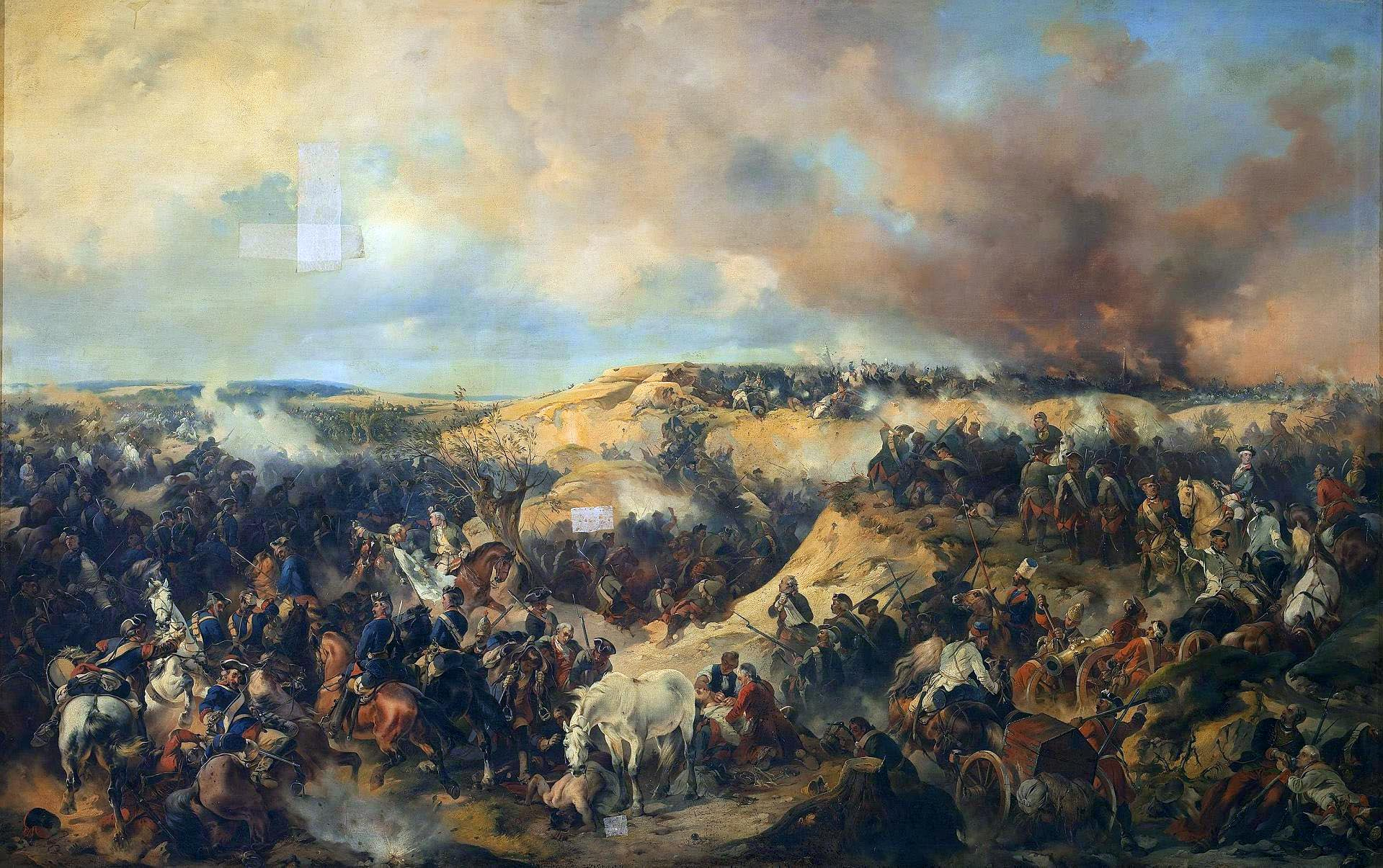
La Bataille de Kunersdorf par Alexandre von Kotzebue, 1848.

Durant l'année 1759, la Prusse subit plusieurs défaites et son territoire est envahi de toutes parts : Carl Heinrich von Wedel est battu par les Russes à Kay (à 80 km au sud-est de Berlin), le 23 juillet ; à Kunersdorf (actuelle Kunowice, à 40 km à l'est de Berlin), le 12 août, Frédéric est lui-même battu par une armée russo-autrichienne ; à Maxen (près de Dresde), la totalité du corps d'armée du général Friedrich August von Finck se rend aux Autrichiens le 21 novembre. La Prusse est au bord de l’effondrement et Frédéric II envisage le suicide. Néanmoins, la résistance continue, avec l'aide des renforts amenés par son frère Henri ; la mauvaise entente entre les généraux russes et autrichiens les empêche de le vaincre définitivement.
Malgré sa défaite de l’année précédente, l’armée française reprend l’offensive vers le Hanovre. Début juin, une armée de 80 000 hommes aux ordres de Louis Georges Érasme de Contades et de Victor-François de Broglie entre dans le Hanovre. L’armée de Ferdinand de Brunswick-Lüneburg ne comptant que 35 000 hommes, il s'efforce d'échapper à l’armée française tout en menaçant ses lignes de communication. Début juillet, de Broglie parvient à prendre la ville de Minden, important centre de ravitaillement, et fournit ainsi à l’armée française un point d’appui pour la reconquête du Hanovre. Ferdinand rassemble alors son armée et attaque Minden le 1er août. Cette bataille se solde par une défaite française. Mais, à la suite de la défaite de Frédéric II à Kunersdorf, Ferdinand doit lui envoyer des renforts et ne peut donc pas poursuivre les troupes françaises,.
En ce qui concerne le Royaume-Uni, un plan d'invasion est élaboré par les Français et une armée est rassemblée à l’embouchure de la Loire. Les flottes de Brest et Toulon doivent assurer la maîtrise des mers, mais la flotte de Toulon est battue par la flotte britannique (amiral Edward Boscawen) lors de la bataille de Lagos, au sud du Portugal (19 août). La flotte de Brest est à son tour battue lors de la bataille des Cardinaux par la flotte de l’amiral Edward Hawke, près de l'île d'Hœdic dans la baie de Quiberon (20 novembre).

#### 1760-1761: la Prusse sur la défensive

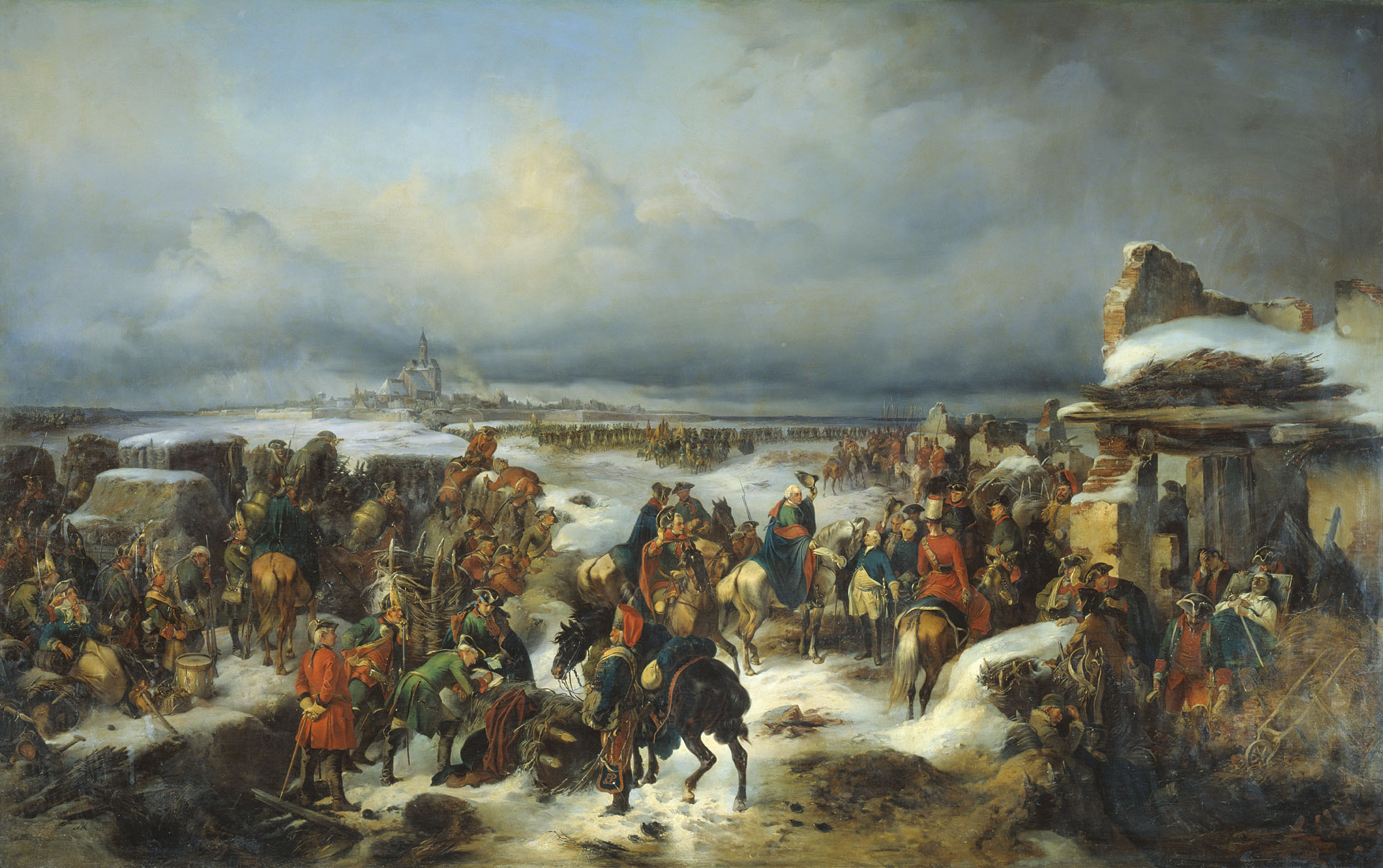
Chute de Kolberg en 1761.

La Prusse, qui continue à résister en 1760, subit une défaite contre les Autrichiens à Landshut (23 juin), en l'absence de Frédéric II, puis à Meissen. Les villes de Marbourg et de Glatz en Silésie sont prises par les Autrichiens.
La Prusse remporte cependant une victoire à Liegnitz (15 août) et les Russes subissent un nouvel échec devant Kolberg en septembre, qui les bloque effectivement, tandis que les Autrichiens échouent devant Breslau, en Silésie.
Les armées russe et autrichienne réussissent cependant une opération de courte durée sur Berlin qui est occupée et pillée du 9 au 12 octobre, mais sans conséquences à long terme.
Les Prussiens sont victorieux à Torgau (3 novembre), mais cette bataille a été extrêmement coûteuse et est peu décisive[réf. non conforme].
En Saxe, les Autrichiens libèrent Dresde et y repoussent une contre-attaque de Frédéric II. À l’ouest, le scénario de l’année précédente se répète : l’armée française, supérieure en nombre, lance l’offensive mais se voit déjouée par la mobilité de ses adversaires et l’année s’achève sans avancée notable.
En 1761, étant donné la situation générale et l’épuisement de son armée, réduite à 100 000 hommes, Frédéric II adopte une stratégie de défense des territoires qu'il tient encore en Silésie et en Saxe, tout en lançant des unités dans des raids en arrière des lignes russes afin de détruire des entrepôts et de faire des prisonniers.
En août-septembre 1761, il échappe à une défaite à Bunzelwitz du fait de dissensions entre ses adversaires : les Autrichiens et les Russes encerclent le camp établi par les Prussiens, mais se querellent et se séparent sans avoir donné l'assaut.
En revanche, la forteresse prussienne de Schweidnitz est prise par Ernst Gideon von Laudon le 1er octobre. Les Russes reprennent le siège de Kolberg qui capitule le 16 décembre. Mais cette victoire est trop tardive pour leur permettre de lancer une offensive avant le printemps 1762, qui doit être l’année de l'effondrement de la Prusse, ses ennemis tenant la Poméranie et une grande partie de la Silésie.
Cependant, eux aussi sont épuisés et l'Autriche est au bord d'une crise financière qui la contraint à réduire la taille de son armée.

#### 1762: le «miracle de la maison de Brandebourg»

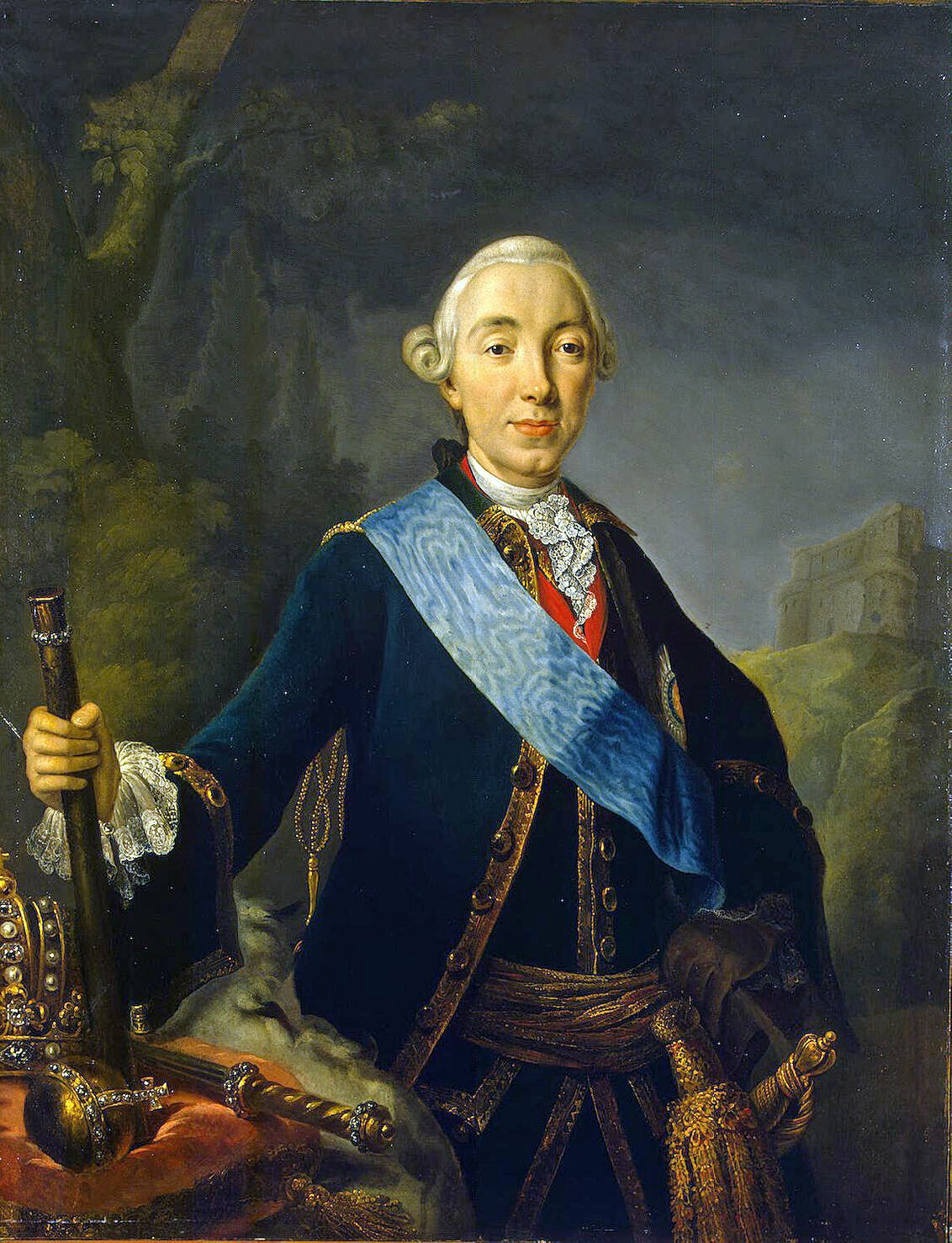
Pierre III (empereur de Russie), par Lukas Konrad Pfandzelt.

Un événement remet en question ces prévisions : le 5 janvier, la tsarine Élisabeth meurt. Or son successeur, Pierre III de Russie, est un admirateur de la Prusse et de Frédéric II : il signe immédiatement une paix séparée, laissant l’Autriche seule face à la Prusse.
La formule « miracle de la maison de Brandebourg », utilisée par les historiens pour qualifier ce revirement de la Russie à la mort de la tsarine, a en réalité été employée avant cette date par Frédéric II dans une lettre adressée à son frère le 1er septembre 1759, qualifiant de « miracle » l'inaction de ses adversaires après la bataille de Kunersdorf. « Dans un moment où nos ennemis avaient passé l'Oder, et où ils auraient pu tenter une nouvelle bataille et terminer la guerre, ils marchèrent de Müllrose à Lieberose. » (c'est-à-dire : au lieu de profiter de leur victoire pour prendre Berlin, ils ont avancé de seulement 37 km).
Confronté à la seule armée autrichienne, Frédéric reprend le dessus : il est victorieux du maréchal Daun à Burkersdorf (21 juillet), puis reprend Schweidnitz le 9 octobre. Sous le commandement de son frère Henri, l'armée prussienne repousse l’armée autrichienne hors de Silésie (bataille de Freiberg du 29 octobre). Ces échecs, bien que limités, convainquent les Autrichiens que leur victoire est devenue impossible.
De leur côté, les Français sont dans une impasse stratégique face aux Anglo-Hanovriens. Ils évacuent le landgraviat de Hesse-Cassel à l'issue du siège de Cassel.

### Les opérations militaires aux Amériques

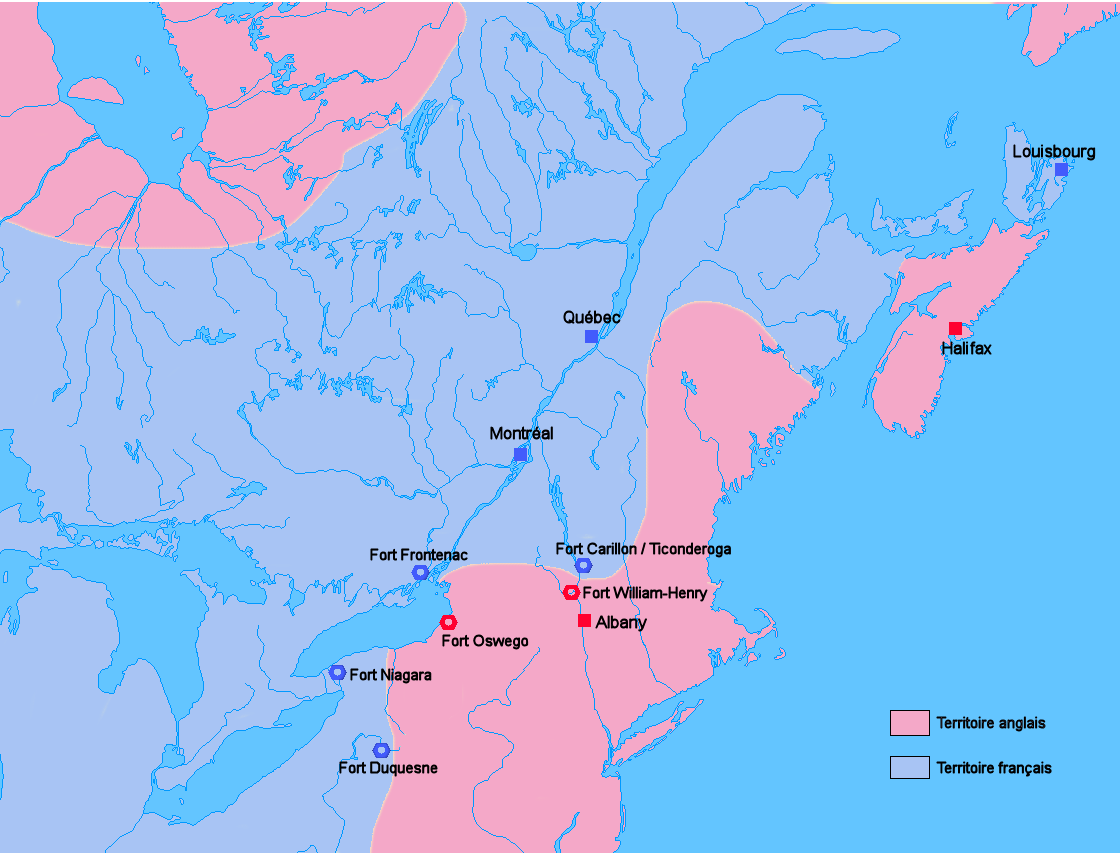
Carte des positions franco-britanniques à la veille de la guerre de Sept Ans en Amérique du Nord.

En 1754, la France possède en Amérique du Nord un vaste empire en forme de croissant, s’étendant du Canada et des Grands Lacs jusqu’aux rives du golfe du Mexique. Elle est alliée avec de nombreuses tribus algonquines, huronnes et montagnaises qui l'ont aidée dans son établissement, à l'exception notable des Iroquois qui sont la plupart du temps restés de fidèles alliés des Britanniques. Un chapelet de fortins et de postes réunit le Canada aux possessions du sud, encerclant les Treize Colonies britanniques de la côte atlantique (sauf la Floride, qui appartient à l'Espagne). Les possessions britanniques se trouvent donc isolées à l’est des Appalaches et les colons américains ne peuvent pas progresser vers l’ouest.
Le conflit des années 1756-1763 est appelé guerre de la Conquête au Canada, tandis que pour les Américains, c'est la « French and Indian War », qui oppose la Grande-Bretagne et les Treize Colonies aux Français et à leurs alliés amérindiens.
Il s'agit notamment d'une lutte pour dominer les territoires les plus intéressants pour le piégeage des castors, des lièvres, des lynx et des loups, dont les fourrures sont à l'époque source d'importants bénéfices (cette ressource s'étant épuisée en Europe par suite de la surexploitation).
Dans les Antilles, la principale puissance est l’Espagne (Cuba…), mais elle est en déclin. La France contrôle un certain nombre d’îles d’une grande importance économique (Saint-Domingue, la Guadeloupe, la Martinique, etc.), car elles fournissent beaucoup de sucre, d’épices et de vanille ; les Britanniques détiennent aussi quelques îles.

#### Les débuts du conflit (1754-1755)

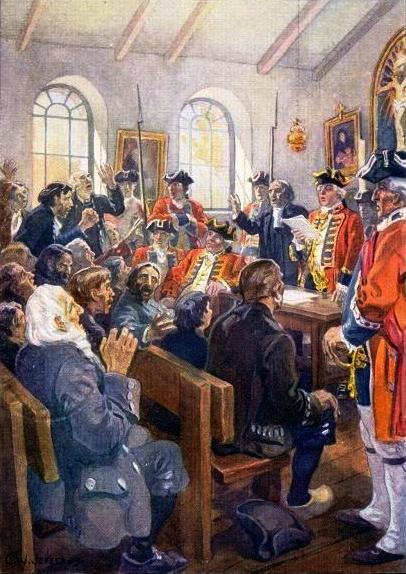
Lecture de l’ordre de déportation des Acadiens par le colonel Winslow dans l’église de Grand-Pré.

Les premières escarmouches ont lieu dans la région où se trouve actuellement Pittsburgh, sur l'Ohio. La principale zone d’affrontement est en effet la vallée de l'Ohio, convoitée par les deux camps.
En janvier 1754, des Virginiens, sous les ordres de William Trent (en), y élèvent un fort, le Fort Prince George. Les Français les délogent le 18 avril 1754 et établissent à la place Fort Duquesne. Le 28 mai 1754, George Washington, lieutenant-colonel du régiment de Virginie, attaque un détachement de 31 soldats canadiens français commandés par Joseph Coulon de Villiers, sieur de Jumonville (bataille de Jumonville Glen). 10 des soldats français sont tués, dont le commandant, celui-ci dans des conditions obscures qui ont par la suite donné lieu à une « affaire Jumonville » et à des attaques contre George Washington. Après cette victoire mineure, celui-ci se replie à Fort Necessity (12 juin 1754), où il est attaqué par un grand nombre de Canadiens et de Français envoyés à sa poursuite sous le commandement du frère de Jumonville, Louis Coulon de Villiers. Il capitule le 4 juillet 1754. Les tentatives britanniques pour reprendre le fort ayant échoué, la Grande-Bretagne décide d’envoyer deux régiments en renfort, ainsi que 10 000 £ et 2 000 mousquets pour équiper des troupes coloniales. Simultanément, du 19 juin au 10 juillet 1754, à Albany, les représentants des colonies britanniques se réunissent pour discuter d’une alliance avec les tribus amérindiennes, mais aussi de l’organisation des colonies. Un traité de non agression est conclu avec les tribus iroquoises, mais il a eu peu de conséquences sur le conflit qui va suivre.
En 1755, les escarmouches se multiplient. La principale action militaire, l’attaque du fort Niagara par les Britanniques, se solde par un échec. Dans la région de Fort Duquesne, un affrontement oppose 2 000 soldats britanniques (dont 450 colons) à 900 Français et Amérindiens. Combattant « à l’européenne » (ordre serré, colonne de bataille, etc.), les Britanniques sont vaincus par les Français qui utilisent des méthodes locales proches de la guérilla (ordre dispersé, tir et repli). La France subit une défaite dans la région du lac Champlain : Jean-Armand Dieskau, commandant des troupes régulières françaises arrivées en 1755, tente de prendre le Fort Edward, mais doit renoncer ; il est ensuite battu par William Johnson à la bataille du lac George, blessé et fait prisonnier. Il est remplacé l'année suivante par Louis-Joseph de Montcalm.
Sur mer, l'amiral Edward Boscawen établit un blocus à l'entrée du golfe du Saint-Laurent avec 11 vaisseaux de guerre chargés d'intercepter et de détruire tout navire français. Le vice-amiral Dubois de La Motte, parti de Brest le 3 mai 1755 à la tête d'une escadre de 22 vaisseaux avec des troupes régulières pour renforcer la Nouvelle-France, atteint la zone du blocus au début de juin. Au large du cap Race (pointe sud de Terre-Neuve), trois navires français tombent dans une embuscade (8 juin), plusieurs navires britanniques les prennent en chasse et capturent deux d'entre eux, l'Alcide et le Lys, tandis que le Dauphin Royal réussit à échapper. Ce harcèlement maritime de l'année 1755, ainsi que la saisie de navires et de marins français, contribuent à la déclaration de guerre au printemps de 1756.
Pendant ce temps, en Nouvelle-Écosse, britannique depuis le traité d’Utrecht (1713), le gouverneur Charles Lawrence veut régler le problème des Acadiens, colons d’origine française, donc suspects à ses yeux en cas de conflit avec la France. Il décide alors d’obliger les Acadiens à se soumettre à la couronne, ce qui implique de devoir servir, le cas échéant, dans l’armée britannique. Ayant refusé, les Acadiens sont condamnés à la déportation, épisode tragique de l’histoire américaine appelé le Grand Dérangement. Certains se réfugient au Québec, d'autres en France. La majeure partie est dispersée par la force dans différentes colonies britanniques ; un grand nombre de leurs descendants iront par la suite s’installer en Louisiane où ils formeront la communauté des Cadiens, (Cajuns).

#### Succès français (1756-1757)

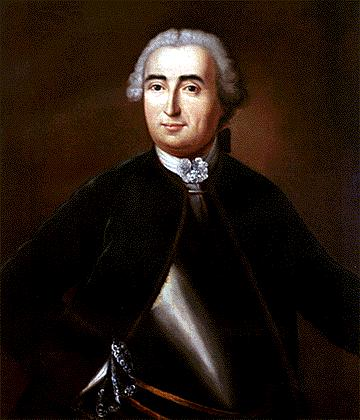
Portrait de Louis-Joseph, marquis de Montcalm.

Dans l’escalade en cours, les deux camps décident de nommer un commandant en chef en prévision de l’affrontement à venir : pour les Britanniques, c'est le général John Campbell, comte de Loudon, et pour les Français Louis-Joseph de Montcalm, en remplacement du général Dieskau, prisonnier.
Le 18 mai, la Grande-Bretagne déclare la guerre à la France à la suite de l'attaque française à Minorque en avril. Mais, alors que la France se concentre avant tout sur la situation en Europe, la Grande-Bretagne veut profiter de ce conflit pour régler le conflit nord-américain à son avantage en affirmant sa mainmise sur tout le continent, de la baie d’Hudson aux Antilles.

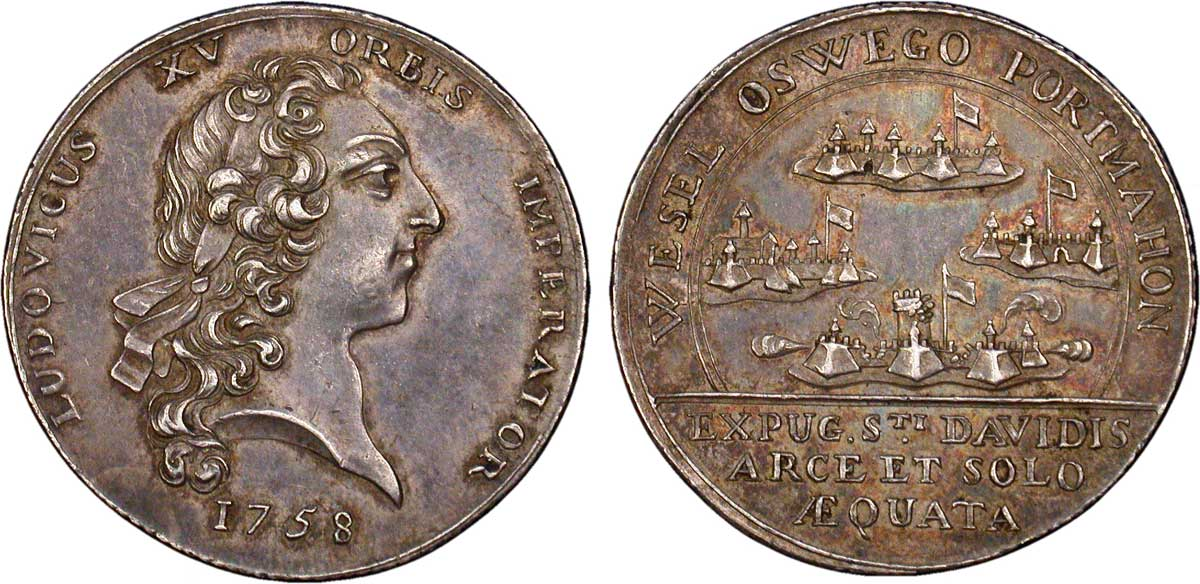
Jeton sur la prise de places fortes lors de la guerre de Sept Ans.
Description revers : vue de quatre fortifications dont les canons de celle au premier plan tirent ; à l’exergue en trois lignes : EXPUG. Sti. DAVIDIS/ ARCE ET SOLO/ ÆQUATA.

Dès son arrivée, Montcalm comprend qu'il est essentiel de conserver la communication entre le Canada, centre névralgique de la Nouvelle-France, et l’Ohio, objet du conflit territorial en cours. Or cette communication est menacée par la présence du fort britannique d’Oswego, sur la rive du lac Ontario. Menée avant que les Britanniques aient pu s’organiser, l’expédition sur Oswego (10-14 août 1756) est un succès ; le fort est rasé, les Français faisant 1 700 prisonniers.
En 1757, les renforts britanniques commencent à affluer. L'objectif premier est la prise de la forteresse de Louisbourg, située à l’embouchure du Saint-Laurent, commandant à la fois l’accès au Québec et les riches zones de pêche au large de la côte. Le général Campbell dirige son armée vers Halifax en Nouvelle-Écosse et y attend l’intervention de la marine. Mais la flotte britannique est devancée par trois escadres françaises qui se regroupent devant Louisbourg, empêchant toute intervention navale. La saison avançant, Campbell décide de battre en retraite vers New York.
Pendant ce temps, Montcalm, profitant de l’immobilisation de l’armée britannique à Halifax, renforce les positions françaises au sud du Canada. Après Fort Oswego, il attaque le fort William Henry à la pointe sud du lac George. La résistance du colonel Monro est héroïque, mais, en l'absence de secours, la place est prise et incendiée, les Français faisant 2 300 prisonniers.
William Pitt « l'Ancien », Premier ministre britannique, décide alors de nommer le général James Abercrombie commandant des forces britanniques en Amérique du Nord.

#### 1758: une année favorable aux Britanniques

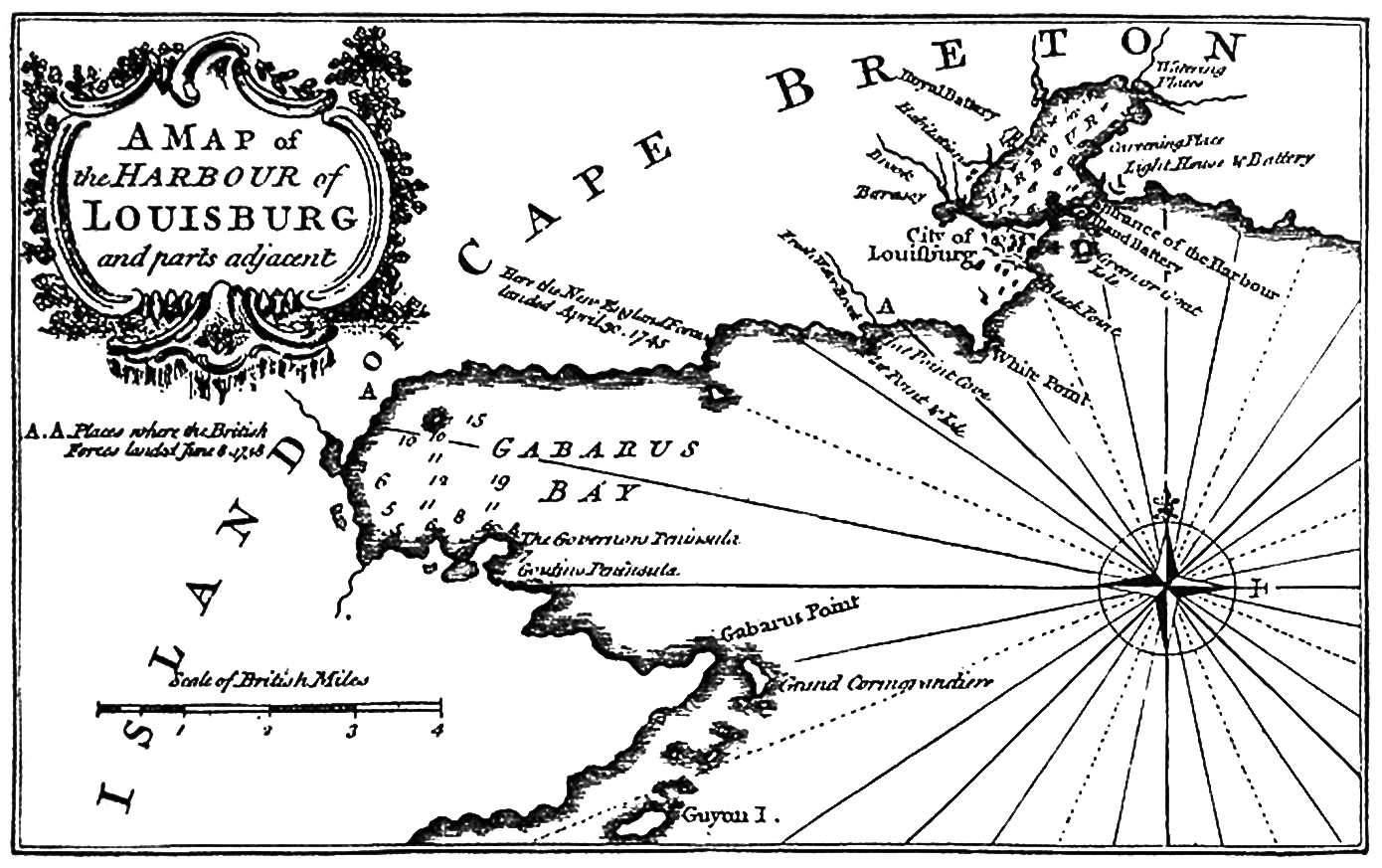
Carte de la campagne de Louisbourg.

Carte des opérations en Amérique du Nord de 1754 à 1760.

Les renforts continuent d’arriver côté britannique et la Royal Navy met en place un blocus efficace interdisant tout renfort du côté français. L’offensive britannique s’effectue dans trois directions : vers le nord (Fort Carillon), vers le nord-ouest (Fort Duquesne) et, de nouveau, sur la côte (Louisbourg).
En juillet, le général Abercrombie, se met en marche avec une armée de 7 000 soldats réguliers et 9 000 miliciens coloniaux en direction du lac Champlain pour attaquer Fort Carillon. Montcalm fait converger sa petite armée de 3 000 hommes vers le fort. Durant la bataille de Fort Carillon (8 juillet), les troupes britanniques qui avancent en ordre serré sont décimées par le feu des troupes françaises, qui remportent un nette victoire à 1 contre 5 et bloquent l'offensive britannique vers le nord.
Cependant, profitant de sa supériorité numérique globale et de la longueur de la frontière, l'état-major britannique a lancé en parallèle une offensive vers la vallée de l'Ohio et une autre vers Louisbourg. Le 27 août, ne disposant que de 100 hommes de garnison face aux 2 000 du capitaine Bradstreet, Fort Frontenac est pris (27 août). C’est un coup dur car ce fort est un centre de ravitaillement important des Français. En septembre, les Britanniques attaquent Fort Duquesne qui leur est abandonné détruit le 25 novembre (un fort britannique est reconstruit, nommé Fort Pitt en l'honneur de William Pitt, qui deviendra Pittsburgh).
Sur la côte atlantique, une action combinée de l’armée et de la marine permet de débarquer une armée de 14 600 soldats au sud de Louisbourg (2 juin). Après une campagne de six semaines, la garnison de Louisbourg capitule (26 juillet).
L’année se termine donc à l'avantage des Britanniques : bien qu'ils n'aient pas progressé dans la conquête du Canada, ils ont pris le contrôle de vallée de l'Ohio et ont isolé la Nouvelle-France grâce à la prise de Louisbourg.

#### Chute de Québec et de Montréal (1759-1760)

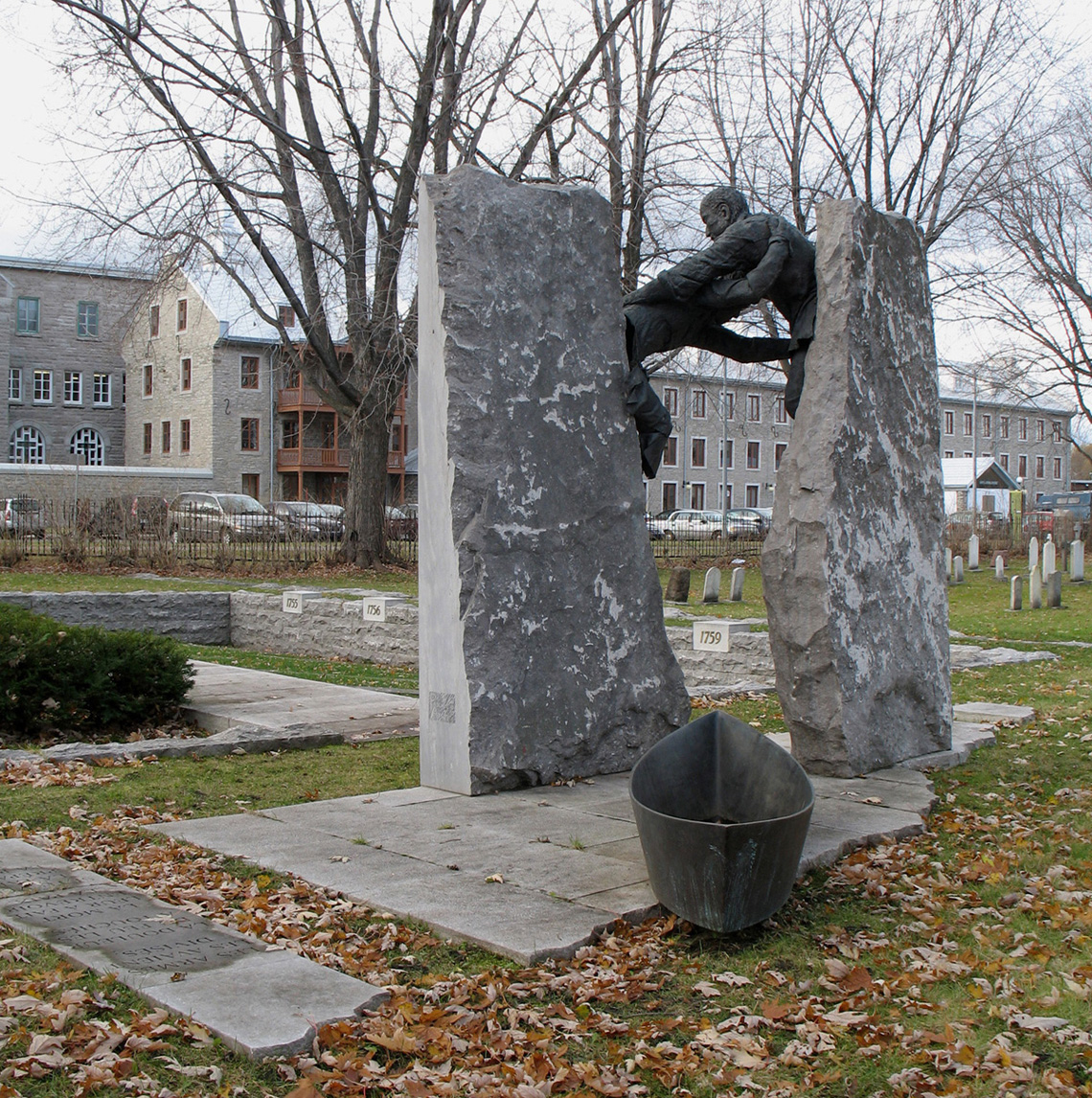
Mémorial de la guerre de Sept Ans à l'hôpital général de Québec.

En 1759, l'offensive se poursuit vers le nord : les Britanniques prennent Fort Carillon (27 juillet 1759) ; le lac George devient une base britannique en prévision des futures offensives vers le Canada. Dans la foulée, le lac Champlain passe sous contrôle britannique, mais la saison est trop avancée pour lancer une attaque vers Montréal.
D'autre part, ayant pris Louisbourg, les Britanniques disposent d’une excellente base pour attaquer le long du Saint-Laurent. Le 21 juin, la flotte britannique arrive en vue de Québec avec une importante force armée. Le siège commence le 12 juillet, mais la forteresse est défendue par 15 000 hommes et résiste farouchement. Dans la nuit du 12 au 13 septembre, les Britanniques réussissent à débarquer une colonne dans une zone non défendue, contraignant Montcalm à livrer bataille. Le 13 septembre, James Wolfe et Montcalm se font face dans les plaines d'Abraham, près de Québec, avec 4 800 soldats chacun. Tous deux sont tués au cours de la bataille, mais la victoire revient aux Britanniques. Vaudreuil dirige la retraite des troupes françaises. La garnison de Québec se rend le 18 septembre (capitulation de Québec). Cependant, l’armée française n’est pas anéantie.
La même année, une expédition britannique prend possession de l’île de la Guadeloupe dans les Antilles.
L’hiver 1759-1760 est rude pour la garnison britannique de Québec et une offensive française, menée par Lévis, fait reprendre brièvement espoir au camp français avec la victoire de Sainte-Foy, aux portes de la place (29 avril 1760). Mais l'avancée britannique en direction de Montréal et l’arrivée de la flotte britannique sur le Saint-Laurent forcent les Français à se retirer.
Au début de juillet 1760, dans la baie des Chaleurs et sur la rivière Ristigouche, la bataille de la Ristigouche voit l'échec d'une tentative navale d'approvisionnement et de renfort envoyés de France ; les Britanniques lancent alors l'offensive finale contre Montréal et s'emparent de la ville le 8 septembre 1760, après la reddition du marquis de Vaudreuil.
Le 28 novembre, ils prennent le Fort Pontchartrain du Détroit (près de l'actuelle Détroit), encore aux mains des Français.

#### Attaques britanniques dans les Antilles (1761–1762)
Après la défaite des Français au Canada, l’attention des Britanniques se porte sur les îles des Caraïbes, où l’occupation de la Guadeloupe en 1759 leur donne une base d’attaque solide. En 1761, ils envahissent l’île de la Dominique, tout en préparant une grande offensive pour 1762.
Le 4 janvier 1762, l’Espagne entre en guerre aux côtés de la France. À elles deux, ces deux puissances auraient pu rivaliser avec la Grande-Bretagne, aussi bien sur mer que sur terre, au début de la guerre de Sept Ans, mais désormais la France ne dispose plus de forces terrestres ou navales suffisantes.
Descendant les îles-du-Vent, la flotte britannique prend possession de la Martinique (5 janvier-12 février 1762), puis des îles de Saint-Vincent, la Grenade et Sainte-Lucie. Elle retourne vers les grandes Antilles et arrive en vue de La Havane le 6 juin,. Le siège est mis devant une des plus grandes villes espagnoles du Nouveau Monde, qui capitule le 10 août. L’ensemble des Antilles (à l’exception notable de Saint-Domingue) se trouve sous le contrôle des Britanniques, avec des pertes dues plus à la maladie qu’aux combats.
Profitant de ces opérations dans les Antilles, la France tente de prendre des gages du côté du Canada en vue des négociations de paix. Une expédition menée par Joseph-Louis d'Haussonville prend la place de Saint-Jean de Terre-Neuve (12 juin 1762), mais est ensuite délogée par les Britanniques après la bataille de Signal Hill (15 septembre 1762).

### Opérations militaires en Asie

#### Aux Indes

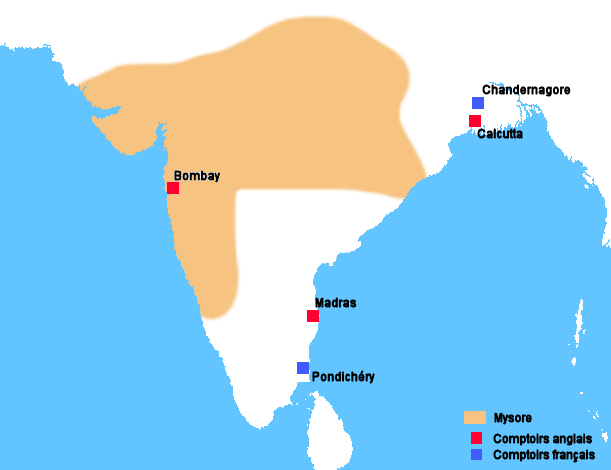
Carte de l'Inde à la veille du conflit.

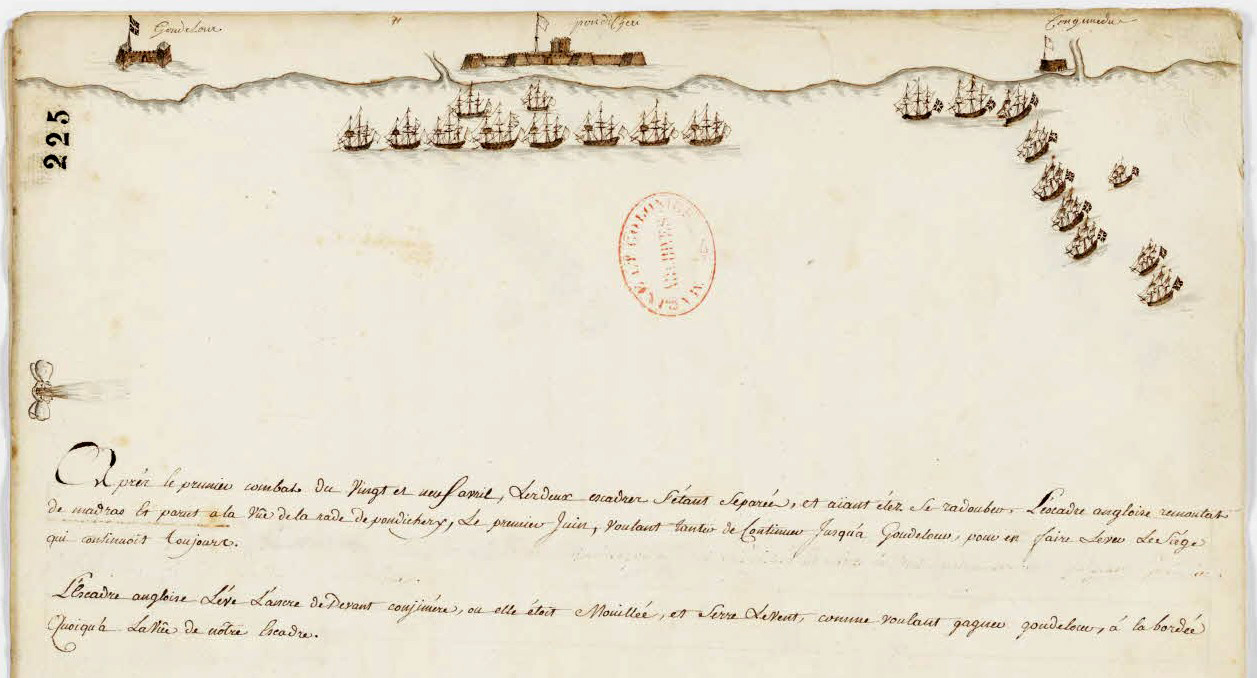
Représentations des positions des escadres des navires français et britanniques devant Pondichéry (sud-est de l’Inde), accompagnant le « Journal de la première expédition [du comte d’Aché] jusqu’au retour de l’escadre à l’île de France ».

En Inde, Britanniques et Français sont présents à travers deux compagnies rivales disposant dans leur pays respectif d'un monopole officiel du commerce avec les Indiens : la Compagnie française des Indes orientales et la Compagnie britannique des Indes orientales. Leur puissance est avant tout économique mais elles possèdent des comptoirs le long de la côte orientale de l’Inde.
En 1756, alors que les deux camps se préparent à la guerre, un des plus puissants princes indiens, le nawab (nabab) du Bengale Siradj al-Dawla, ordonne aux Français et aux Britanniques d'arrêter leurs préparatifs, faute de quoi il considérera leurs agissements comme un casus belli. Si les Français cèdent, les Britanniques poursuivent. En conséquence, les armées de Siradj al-Dawla attaquent et prennent possession de tous les comptoirs britanniques du Bengale, notamment Calcutta, le 20 juin 1756. En réponse, les Britanniques montent à partir de Madras une expédition qui leur permet de reprendre leurs comptoirs et de faire plier le nawab. Dans la foulée, ils occupent le comptoir français de Chandernagor le 23 mars 1757.
Le nawab cherche alors à se rapprocher des Français, mais la victoire britannique de Plassey sur les troupes franco-indiennes et la trahison de l’oncle de Siradj al-Dawla, Mir Jafar, permettent aux Britanniques de s’assurer le contrôle du Nord-Est de l’Inde,.

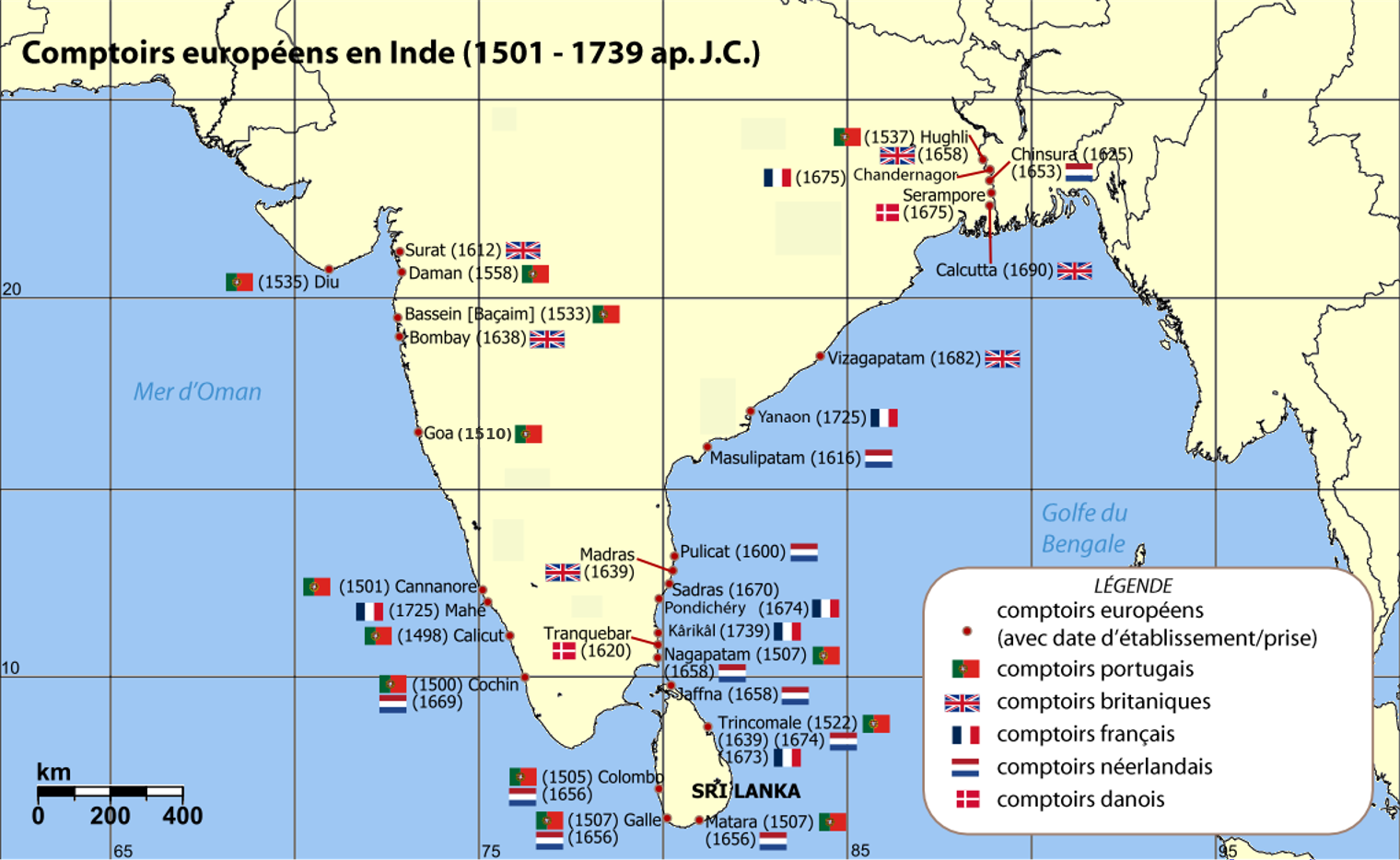
Comptoirs britanniques, danois, français, néerlandais et portugais en Inde..

En 1758, le conflit se déplace dans le sud-est de l’Inde, autour des comptoirs de Madras et de Pondichéry. Une campagne est organisée par les Français afin de prendre Madras. Le gouvernement français envoie une division navale avec 4 000 hommes de renfort, commandée par le général Thomas Arthur de Lally-Tollendal qui arrive au début de 1758. Après une série de victoires mineures, l’armée française et ses alliés indiens mettent le siège devant Madras en décembre mais, après l’arrivée de renforts britanniques par la mer, le siège est levé en février 1759.
Profitant de renforts en provenance d’Europe, le nouveau général en chef britannique, le colonel Eyre Coote, reprend un certain nombre de possessions autour de Madras. Une bataille décisive a lieu le 22 janvier 1760 au fort Wandiwash, dont l’armée britannique sort victorieuse. Poussant son avantage, Coote met le siège devant Pondichéry. Le 15 janvier 1761, Lally-Tollendal capitule. La ville est ravagée de fond en comble par les troupes britanniques.

#### Aux Philippines (1762)
Après l’entrée en guerre de l’Espagne en janvier 1762, les Britanniques décident de mener une attaque contre la colonie espagnole des Philippines. Utilisant des troupes indiennes, les Britanniques débarquent sans opposition et mettent le siège devant Manille le 25 septembre 1762. Le 6 octobre, une brèche est faite dans les murs, puis la ville est conquise ainsi que le port de Cavite.
L'occupation britannique est limitée à Manille et à ses alentours, les Espagnols conservant le contrôle du reste de la colonie, et prend fin en avril 1764 conformément aux clauses du traité de Paris signé en 1763,.

## Le retour à la paix
Après des négociations préliminaires en 1761, interrompues par l’entrée en guerre de l’Espagne aux côtés de la France, il faut attendre 1762, année marquée par le revirement de la Russie, pour voir de vraies négociations s’engager. La Suède signe la paix avec la Prusse dès 1762 ; en 1763, le Royaume-Uni, la France et l'Espagne signent le traité de Paris tandis que la Prusse et l'Autriche signent le traité de Hubertsbourg.

### L'armistice de Ribnitz (7 avril 1762)
La Suède, au bord de la banqueroute, perd tout espoir de victoire sur la Prusse après ce revirement.
Le 7 avril 1762, elle signe un armistice à Ribnitz. Le 22 mai, les Suédois et les Prussiens signent le traité de Hambourg, qui ramène les deux royaumes aux frontières qui résultaient des traités de 1719-1720.

### Le traité de Paris (10 février 1763)
Ce traité, assure d’énormes gains à la Grande-Bretagne, sortie de la guerre en position de force.
En Amérique du Nord, la France perd le Canada et les îles au large du Canada, sauf Saint-Pierre-et-Miquelon, ainsi que les territoires situés à l’est du Mississippi.
Dans les Antilles, la France ne récupère que la Martinique, la Guadeloupe, Marie-Galante et Sainte-Lucie. Les autres îles françaises occupées deviennent britanniques. Cuba et les Philippines sont rendues à l’Espagne en échange de la Floride et de l’évacuation du Portugal.
En Inde, le Royaume-Uni s’assure une position dominante. Les cinq comptoirs de Pondichéry, Karikal, Yanaon, Mahé et Chandernagor sont restitués à la France, mais avec interdiction de les fortifier ou d’y faire stationner des troupes.
En Europe, Belle-Île, occupée par les Britanniques, est rendue à la France en échange de l’évacuation de Minorque. La France accepte d’évacuer tous les territoires appartenant au roi de Grande-Bretagne et à ses alliés.
En Afrique, Gorée est rendue à la France en échange du Sénégal.

### Le traité de Hubertsbourg (15 février 1763)
Les Autrichiens et les Prussiens signent le traité de Hubertsbourg le 15 février de la même année.
Ce traité valide les frontières de 1756 : la Silésie est évacuée par l’Autriche et la Prusse se retire de la Saxe.

### La révolte des Amérindiens contre la Grande-Bretagne (mai 1763) et le traité de 1766

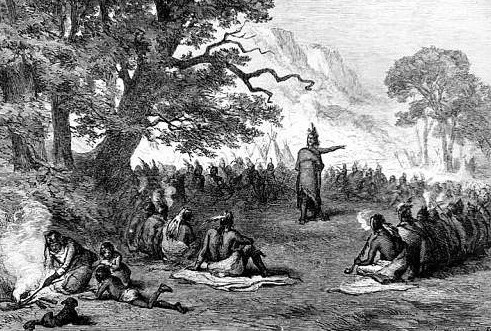
Conseil du 27 avril 1763. Pontiac exhorte les auditeurs à se lancer contre les Britanniques.

La cession de la Nouvelle-France aux Britanniques est mal accueillie par les nations indiennes et suscite la coalition de quatorze d’entre elles : les Outaouais, les Ojibwés, les Potéouatamis, les Hurons-Wendats, les Miamis, les Weas, les Kickapous, les Mascoutins, les Piankashaw, les Delawares, les Shawnees, les Mingos et les Sénécas. Dix d’entre elles étaient alliées de la France depuis plusieurs conflits, y compris la guerre de Sept Ans. D’autres, jusque-là du côté britannique, comme les Sénécas, se rebellent contre leur allié traditionnel.
La rébellion de Pontiac commence le 7 mai 1763 comme un prolongement immédiat de la guerre de Sept Ans : son objectif est de chasser les Britanniques de l’ex-Nouvelle-France. Malgré la proclamation du roi d'Angleterre de mai 1763, qui accorde aux nations indiennes des territoires de réserve, la guerre se poursuit pendant trois ans, menant à une impasse militaire pour les deux camps.
Un traité de paix est signé le 25 juillet 1766.

## Conséquences de la guerre de Sept Ans

### Les conséquences géopolitiques

#### L'avènement du Royaume-Uni comme puissance mondiale
D’un point de vue diplomatique, la Grande-Bretagne s’impose comme la grande puissance mondiale dominante. Non seulement son territoire national n’a jamais été inquiété, mais sa flotte et son armée coloniale lui permettent de contrôler maintenant une grande partie de l’Amérique du Nord, de l’Inde et surtout de dominer les autres puissances sur les mers du globe.
Les armées britanniques prouvent leur grande faculté d’adaptation, surtout dans les colonies, où elles ont su passer d’une stratégie européenne (ordre linéaire, attaque en formation) à une stratégie locale, qui passe par l’appui des populations (natifs et colons). Ce sont ces mêmes capacités d’adaptation qui feront défaut aux Britanniques et à leurs mercenaires pendant la guerre d'indépendance des États-Unis.

#### La demi-victoire de la Prusse
Autre vainqueur du conflit, la Prusse est passée tout près du désastre mais a survécu et, mieux, a acquis un prestige important : elle s’impose comme un acteur majeur de l’équilibre politique des États allemands. Elle a dû renoncer à ses conquêtes en Saxe et Pologne, son territoire est dévasté et ses pertes lourdes, mais elle conserve la Silésie. Grâce aux subsides britanniques et au retrait imprévu de la Russie, elle a réussi à résister suffisamment longtemps pour que ses ennemis, eux-mêmes épuisés, sortent du conflit.
Militairement, la Prusse sort grandie de ce conflit, s’étant imposée contre des armées bien plus nombreuses et réputées meilleures. Lors de la guerre de Succession de Bavière (1778-1779), les Autrichiens éviteront les grandes batailles contre un adversaire jugé redoutable. La méthode prussienne influence alors très fortement les autres pays européens qui cherchent à la copier. Mais cette réputation finira par être trompeuse : le niveau de l’armée prussienne, d'abord forte de ses victoires passées, se dégradera petit à petit jusqu’à l’humiliation que lui infligera Napoléon lors de la campagne de Prusse de 1806 à 1807.

#### L'échec relatif de l'Autriche
L'Autriche est aussi perdante, mais dans une moindre mesure. Son armée s'est battue plus vaillamment et efficacement que les Prussiens ne s’y attendaient, et a permis la libération de la Saxe. En outre, Frédéric semble reconnaître la prééminence de la maison d'Autriche, en promettant de voter pour l'archiduc Joseph aux prochaines élections impériales, promesse qu'il tiendra. En revanche, la perte définitive de la Silésie est un coup dur, et les Autrichiens ont compris que la Prusse ne pourrait pas être abattue. L'impératrice et reine Marie-Thérèse va utiliser l'alliance française et sa politique matrimoniale pour gommer la perte de la Silésie. Grâce à son action, l'Autriche va s'affirmer comme puissance dominante en Italie et en Europe centrale.
Au niveau territorial, l'Autriche se voit interdire toute nouvelle expansion en Allemagne, ce que confirmera la guerre de Succession de Bavière en 1778-1779. Elle trouvera encore à s’agrandir du côté de l'Empire ottoman (avec la Bucovine dans les années 1770 et quelques très maigres gains en 1791) et surtout vers la Pologne.

#### Le basculement en Europe de l'Est: Russie et Pologne
Pour la première fois, la Russie a joué un rôle d'arbitre dans un conflit ouest-européen. Seul son retrait imprévu, dû à la mort de la tsarine Élisabeth, a sauvé la Prusse de l'écrasement. Elle devient un acteur à part entière du concert européen, ce qui se confirmera sous le règne de Catherine II de Russie.
Au contraire, le conflit a montré la faiblesse de l'union personnelle saxo-polonaise sous Auguste III de Pologne. La noblesse polonaise, uniquement soucieuse du maintien de ses privilèges, refuse tout renforcement du pouvoir royal et contemple presque avec indifférence les marches et contre-marches des belligérants à travers son territoire. L'électorat de Saxe et la république des Deux Nations (Pologne-Lituanie) ne sont sauvées que par la protection diplomatique autrichienne et française : les adversaires de la veille, Russie et Autriche d'un côté, Prusse de l'autre, ne vont pas tarder à en tirer les conséquences lors des prochains partages de la Pologne.

#### La diminution de l'influence de la France

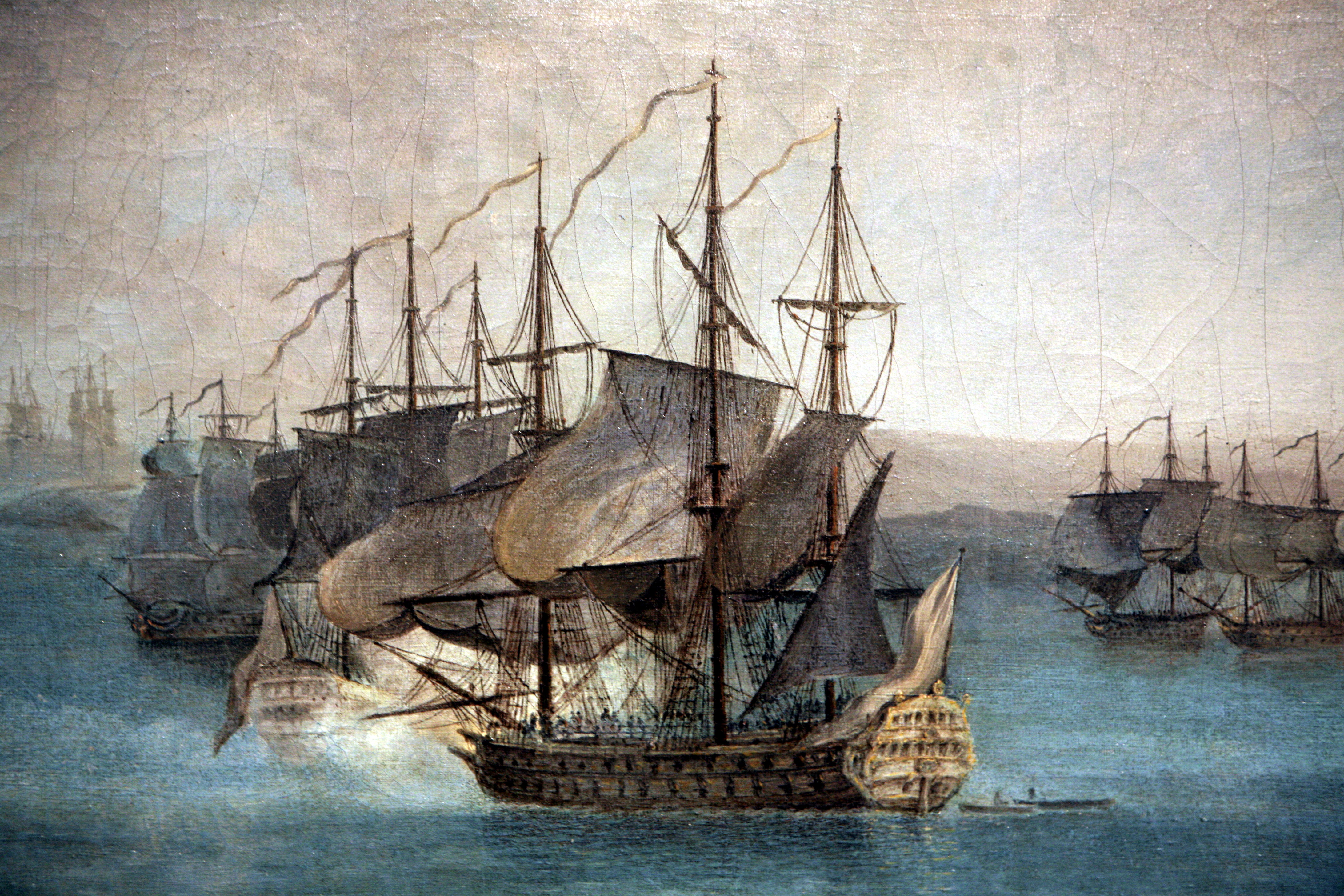
Le Départ de la flotte française pour l'expédition de Port-Mahon dans l'île de Minorque le 10 avril 1756, Nicolas Ozanne.

Du côté des perdants, la France sort du conflit humiliée et affaiblie. Son territoire métropolitain, protégé par la ceinture fortifiée de Vauban, est peu touché et les descentes anglaises ont été sans grande conséquence mais son commerce extérieur et son empire colonial sont surclassés par ceux des Britanniques. En Amérique du Nord, son expansion est arrêtée net au profit de la Grande-Bretagne, même si les Canadiens français resteront toujours attachés à leur culture (preuve en est du Québec encore francophone aujourd'hui). C'est en partie pour prendre sa revanche que la France, quinze ans plus tard, soutiendra les colons américains dans leur guerre d’indépendance.
Les Français n'ont pas conscience immédiatement, dans une Europe à ce moment conquise par la culture française, de l'importance de la victoire de la Grande-Bretagne à l'issue de cette guerre, qui non seulement consolide et agrandit son empire colonial, mais qui renforce également la domination de la culture anglo-saxonne en Amérique du Nord. À vrai dire, nul à l'époque ne pouvait deviner que la suprématie britannique sur cette partie du continent aboutirait à la domination du monde anglo-saxon de par la future superpuissance américaine (bien qu'il ne faille pas non plus négliger le rôle même de l'hégémonie britannique du XIXe siècle, acquise à l'issue du congrès de Vienne).
L’armée et la marine française sortent affaiblies de cette guerre. En effet, la marine est décimée, et si l'armée a pu tenir le front en Europe, elle a subi plusieurs défaites graves, alors qu'elle était en supériorité numérique, et n'a pu défendre efficacement les colonies (où elle était néanmoins en infériorité numérique). La réforme de l'armée est difficile, quoique certaines améliorations anticipent déjà l’armée napoléonienne (réorganisation de l’artillerie par Gribeauval, organisation de l’armée en divisions pseudo-autonomes, utilisation plus importante des tirailleurs). La marine est aussi réformée, grâce à l'action de Choiseul, qui s'appuie sur le sursaut patriotique des Français et leur volonté de revanche. Cette marine rénovée prouvera son efficacité lors de la guerre d’indépendance américaine, où elle battra son homologue britannique en Amérique du Nord,.

### Autres conséquences

#### Dans le domaine économique

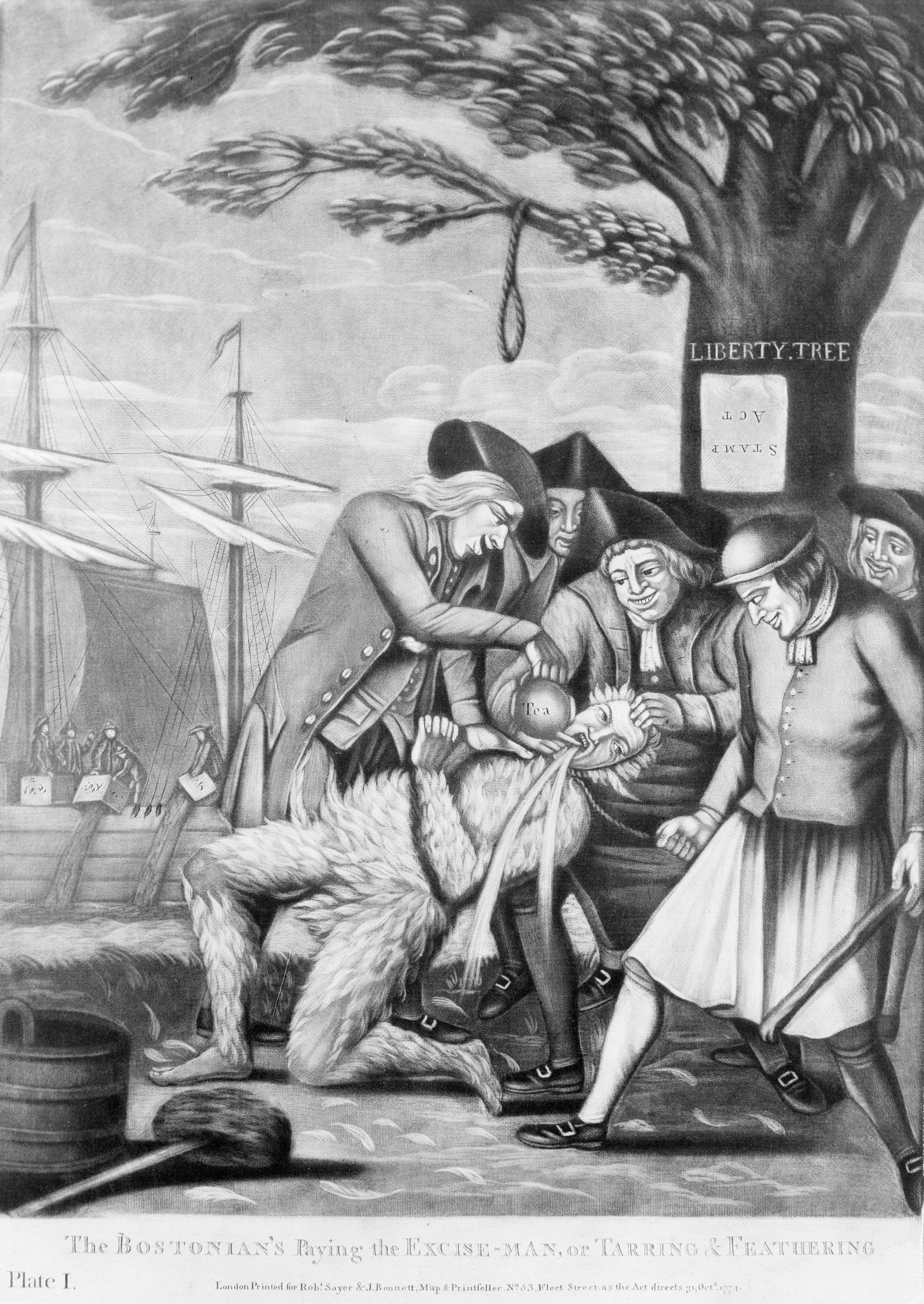
Les Bostoniens en révolte contre le fisc britannique infligent la punition du goudron et des plumes à un agent des douanes, dessin attribué à Philip Dawe, 1774.

D’un point de vue économique, le bilan est catastrophique pour tous les pays, principalement pour la France et la Grande-Bretagne. La guerre totale et mondiale que se sont livrées les deux puissances a coûté extrêmement cher et a fait grimper de façon vertigineuse leur dette.
La Grande-Bretagne, sortant victorieuse du conflit, tire profit de son empire colonial élargi pour essayer de rembourser au mieux ses dettes (passées de 75 millions de livres en 1754 à 133 en 1763) par des taxes nombreuses, et une bureaucratie plus efficace. Ces augmentations (comme le Stamp Act sur les timbres ou le Tea Act sur le commerce du thé) ainsi que ses efforts pour faire respecter son monopole commercial, assez négligé pendant la durée du conflit, feront partie des étincelles déclenchant la guerre d’indépendance américaine.
La France de son côté, décide de ne pas augmenter dans un premier temps les taxes, mais de financer sa dette par des emprunts. Or, avec une dette passée de 1,36 milliard de livres en 1753 à 2,35 milliards en 1764, et des revenus diminués par la perte des colonies, les taux d’intérêts vont grimper en flèche et finir par vider les caisses. Le gouvernement se voit bientôt contraint de modifier sa politique, de nouvelles levées d'impôts vont être décidées afin de régler au plus vite l'endettement et de rebâtir une marine en perdition ; ces mesures seront très mal perçues par la population.
La Prusse a aussi beaucoup souffert économiquement de ce conflit car elle a dû à la fois maintenir une armée énorme comparée à ses ressources en population, et mener la guerre sur son sol ou sur ses frontières, une partie de son territoire étant occupée. Le fardeau financier de la guerre est à peine allégé par le pillage en règle des finances de la Saxe et par l'aide financière britannique. Pour couvrir ses dettes et se reconstruire, la Prusse recourt à l'augmentation des taxes, mais surtout valorise son territoire par la mise en culture des marais de la Nouvelle-Marche, et par de nouvelles cultures comme la pomme de terre.
L’Autriche, quant à elle, connaît les mêmes problèmes de finances mais baisse volontairement les effectifs de son armée pour diminuer de manière drastique ses dépenses militaires.
Bien qu'elle n'ait pas mené autant de campagnes, la Russie sort également épuisée par un conflit qui a obligé ses troupes à se projeter loin de leurs bases. Lors de la campagne de Prusse-Orientale, notamment, la maladie a provoqué de nombreuses pertes dans ses rangs.

#### Pertes humaines et destructions

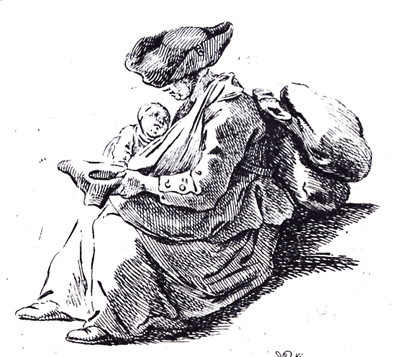
Das bettelnde Soldatenweib (« La femme du soldat réduite à mendier »), gravure de Daniel Chodowiecki en 1764 sur les conséquences humaines de la guerre de Sept Ans.

Humainement enfin, le conflit a été destructeur. Les nombreuses campagnes menées en Europe centrale ont beaucoup touché les civils (pillage, famines, taxes supplémentaires). Beaucoup d’armées en campagne n’avaient pas assez de ravitaillement, voire des problèmes de paie, et ne se privaient pas de piller les territoires traversés. On note entre autres le manque de scrupule des armées françaises dans les États allemands (alors que ce sont des États alliés qui fournissent le financement à la France pour cette campagne).
En outre, les pertes militaires sont très importantes de chaque côté, du fait de la longueur même du conflit et de la multiplication de batailles sanglantes ne donnant aucun camp vainqueur, et contraignant les belligérants à poursuivre toujours plus avant leurs confrontations, jusqu'à ce que se dessine la bataille décisive. Par ailleurs, la guerre a parfois laissé place à des actes barbares. Les méthodes britanniques en Amérique du Nord ont été parfois extrêmes, allant du cruel ravage des campagnes de la Nouvelle-France et ce juste avant l’hiver, au pur et simple « nettoyage ethnique » pratiqué à l’encontre des Acadiens (déportation). En cela, même le théâtre secondaire de l’Inde n'a pas été épargné, les exactions sur la population ont été courantes, les soldats n’étant pas souvent payés.
En parallèle, il faut considérer les nombreux cas de typhus et particulièrement de scorbut constatés sur les navires européens à cause du manque de vitamine C des vivres embarquées du XVe au XVIIIe siècle, pour des raisons liées à la conservation des aliments,,. Les manifestations cliniques du scorbut entraînant une incapacité de manœuvrer des équipages de la marine à voile, de nombreux naufrages furent la conséquence d'un scorbut marin.
La mortalité est encore plus élevée à bord des navires de guerre (entassement de marins et de soldats, navigation interminable, séjours en rade, croisière de blocus…). À l'époque élizabéthaine, la marine anglaise enregistre des hécatombes (les 10 000 morts par scorbut, indiqués par le navigateur anglais Hawkins, seraient en dessous de la vérité). Le siècle le plus tragique est bien le XVIIIe siècle, les guerres navales ayant pris une ampleur mondiale : la Royal Navy perd, à elle seule, 75 000 hommes par maladie (scorbut, typhus…) au cours de la guerre.

## Tableaux récapitulatifs des batailles

### En Europe

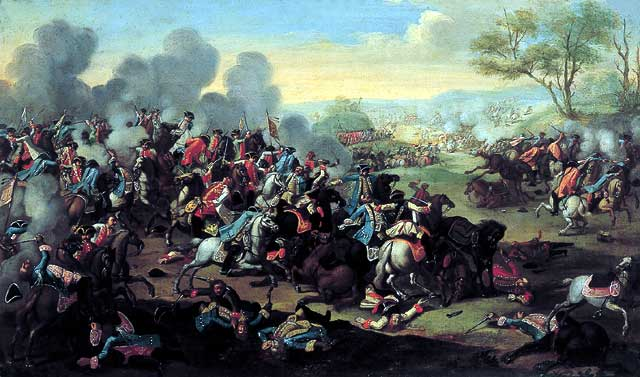
Victoire autrichienne à la bataille de Kolin le 18 juin 1757.

| Nom                             | Date               | Protagonistes                        | Bilan                         |
| ------------------------------- | ------------------ | ------------------------------------ | ----------------------------- |
| Bataille de Minorque            | 20 mai 1756        | Grande-Bretagne / France             | Victoire française (navale)   |
| Bataille de Lobositz            | 1er octobre 1756   | Prusse / Autriche                    | Victoire prussienne           |
| Bataille de Reichenberg         | 21 avril 1757      | Prusse / Autriche                    | Victoire prussienne           |
| Bataille de Prague              | 6 mai 1757         | Prusse / Autriche                    | Victoire prussienne coûteuse  |
| Bataille de Kolin               | 18 juin 1757       | Prusse / Autriche                    | Victoire autrichienne         |
| Bataille de Hastenbeck          | 26 juillet 1757    | Hanovre / France                     | Victoire française            |
| Bataille de Gross-Jägersdorf    | 30 août 1757       | Prusse / Russie                      | Victoire russe                |
| Bataille de Moys                | 7 septembre 1757   | Prusse / Autriche                    | Victoire autrichienne         |
| Bataille de Rossbach            | 5 novembre 1757    | Prusse / France                      | Victoire prussienne décisive  |
| Bataille de Breslau             | 22 novembre 1757   | Prusse / Autriche                    | Victoire autrichienne         |
| Bataille de Leuthen             | 5 décembre 1757    | Prusse / Autriche                    | Victoire prussienne décisive  |
| Bataille de Domstadtl           | 18 juin 1758       | Prusse / Autriche                    | Victoire autrichienne         |
| Bataille de Krefeld             | 23 juin 1758       | Hanovre / France                     | Victoire hanovrienne          |
| Bataille de Zorndorf            | 25 août 1758       | Prusse / Russie                      | Victoire prussienne coûteuse  |
| Bataille de Saint-Cast          | 11 septembre 1758  | Grande-Bretagne / France             | Victoire française            |
| Bataille de Tarnow              | 25 septembre 1758  | Prusse / Suède                       | Victoire prussienne           |
| Bataille de Hochkirch           | 14 octobre 1758    | Prusse / Autriche                    | Victoire autrichienne         |
| Bataille de Bergen              | 13 avril 1759      | Hanovre / France                     | Victoire française            |
| Bataille de Kay                 | 23 juillet 1759    | Prusse / Russie                      | Victoire russe                |
| Bataille de Minden              | 1er août 1759      | Hanovre / France                     | Victoire hanovrienne          |
| Bataille de Kunersdorf          | 12 août 1759       | Prusse / Autriche et Russie          | Victoire russo-autrichienne   |
| Bataille de Lagos               | 18-19 août 1759    | Grande-Bretagne / France             | Victoire britannique (navale) |
| Bataille de Neuwarp             | 10 septembre 1759  | Prusse / Suède                       | Victoire suédoise (navale)    |
| Bataille de Hoyerswerda         | 25 septembre 1759  | Prusse / Autriche                    | Victoire prussienne           |
| Bataille de la Baie de Quiberon | 20 novembre 1759   | Grande-Bretagne / France             | Victoire britannique (navale) |
| Bataille de Maxen               | 21 novembre 1759   | Prusse / Autriche                    | Victoire autrichienne         |
| Bataille de Meissen             | 4 décembre 1759    | Prusse / Autriche                    | Victoire autrichienne         |
| Bataille de Landshut            | 23 juin 1760       | Prusse / Autriche                    | Victoire autrichienne         |
| Bataille de Corbach             | 10 juillet 1760    | Grande-Bretagne et Hanovre / France  | Victoire française            |
| Bataille de Warburg             | 1er août 1760      | Hanovre / France                     | Victoire hanovrienne          |
| Bataille de Liegnitz            | 15 août 1760       | Prusse / Autriche                    | Victoire prussienne           |
| Bataille de Rhadern             | 13 septembre 1760  | Prusse et Hanovre / France           | Victoire française            |
| Bataille de Torgau              | 3 novembre 1760    | Prusse / Autriche                    | Victoire prussienne coûteuse  |
| Bataille de Villinghausen       | 15-16 juillet 1761 | Hanovre / France                     | Victoire hanovrienne          |
| Bataille de Burkersdorf         | 21 juillet 1762    | Prusse / Autriche                    | Victoire prussienne           |
| Bataille de Lutterberg (1762)   | 23 juillet 1762    | Brunswick-Lunebourg / France et Saxe | Victoire brunswickoise        |
| Bataille de Freiberg            | 29 octobre 1762    | Prusse / Autriche                    | Victoire prussienne           |

### En Amérique

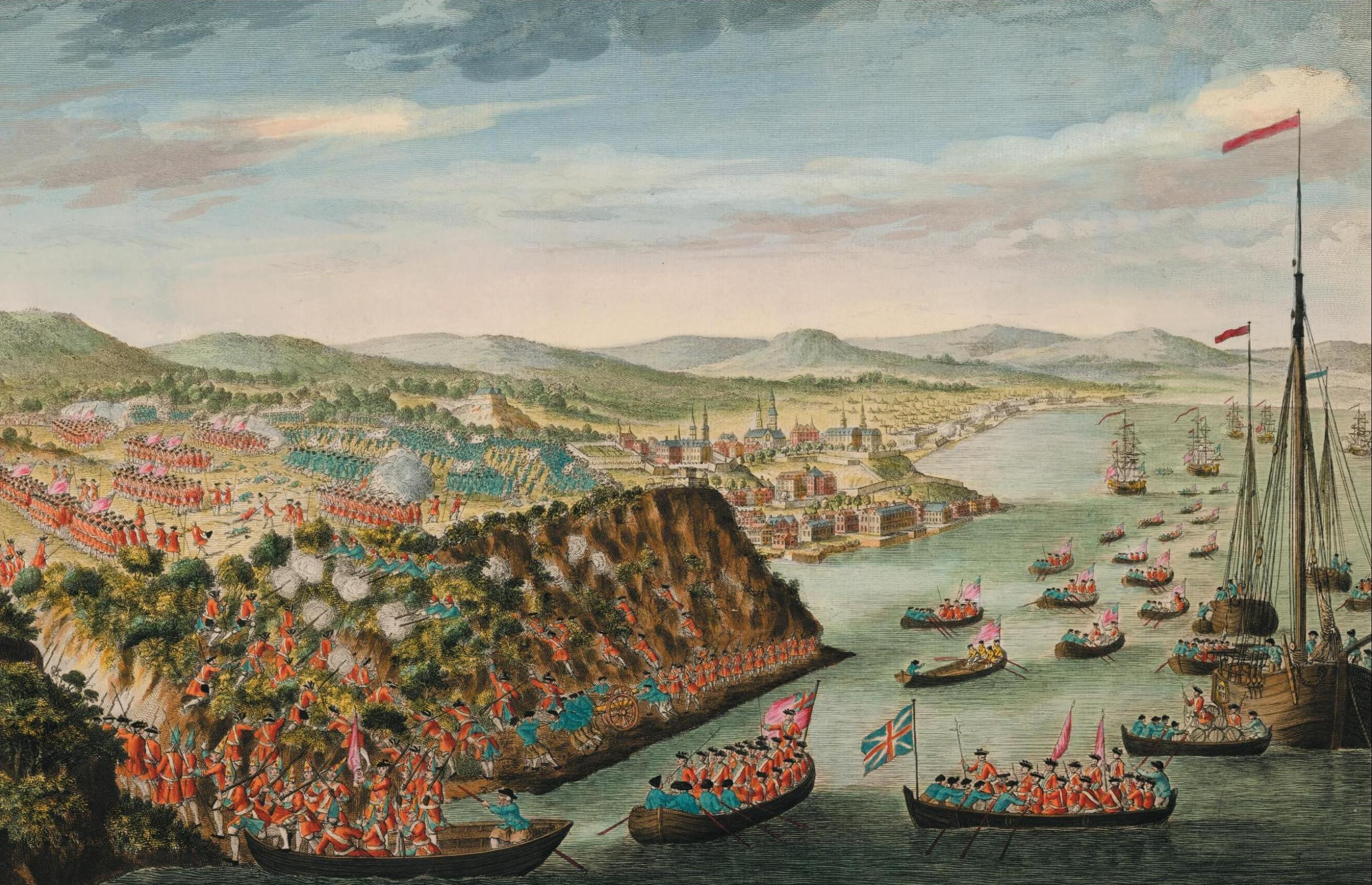
La prise de Québec, huile sur toile par Hervey Smyth, 1797.

| Nom                            | Date                 | Protagonistes                     | Bilan                         |
| ------------------------------ | -------------------- | --------------------------------- | ----------------------------- |
| Bataille de Jumonville Glen    | 28 mai 1754          | Grande-Bretagne / France          | Victoire britannique          |
| Bataille de Fort Necessity     | 3 juillet 1754       | Grande-Bretagne / France          | Victoire française            |
| Bataille de Fort Beauséjour    | 3-16 juin 1755       | Grande-Bretagne / France          | Victoire britannique          |
| Bataille de la Monongahela     | 9 juillet 1755       | Grande-Bretagne / France          | Victoire française            |
| Bataille de Petitcoudiac       | 1er-3 septembre 1755 | Grande-Bretagne / France          | Victoire française            |
| Bataille du lac George         | 8 septembre 1755     | Grande-Bretagne / France          | Victoire britannique          |
| Bataille de Fort Oswego        | 10-14 août 1756      | Grande-Bretagne / France          | Victoire française            |
| Bataille de Fort Bull          | 27 mars 1756         | Grande-Bretagne / France          | Victoire française            |
| Bataille de Kittanning         | 8 septembre 1756     | Colonie de Pennsylvanie / Lenapes | Victoire britannique nominale |
| Bataille de Fort William Henry | 3-8 août 1757        | Grande-Bretagne / France          | Victoire française            |
| Siège de Louisbourg            | 8-26 juillet 1758    | Grande-Bretagne / France          | Victoire britannique décisive |
| Bataille de Fort Carillon      | 7-8 juillet 1758     | Grande-Bretagne / France          | Victoire française décisive   |
| Bataille de Fort Frontenac     | 25-27 août 1758      | Grande-Bretagne / France          | Victoire britannique          |
| Bataille de Fort Duquesne      | 14 septembre 1758    | Grande-Bretagne / France          | Victoire française            |
| Bataille de Fort Ligonier      | 12 octobre 1758      | Grande-Bretagne / France          | Victoire britannique          |
| Bataille de Fort Carillon      | 25-26 juillet 1759   | Grande-Bretagne / France          | Victoire française            |
| Bataille de Fort Niagara       | 6-26 juillet 1759    | Grande-Bretagne / France          | Victoire britannique          |
| Bataille de Beauport           | 31 juillet 1759      | Grande-Bretagne / France          | Victoire française            |
| Bataille des Plaines d'Abraham | 13 septembre 1759    | Grande-Bretagne / France          | Victoire britannique décisive |
| Bataille de la Ristigouche     | 3-8 juillet 1760     | Grande-Bretagne / France          | Victoire britannique          |
| Bataille de Sainte-Foy         | 28 avril 1760        | Grande-Bretagne / France          | Victoire française            |
| Bataille des Mille-Îles        | 16-24 août 1760      | Grande-Bretagne / France          | Victoire britannique          |
| Bataille de Signal Hill        | 15 septembre 1762    | Grande-Bretagne / France          | Victoire britannique          |

### Aux Indes orientales

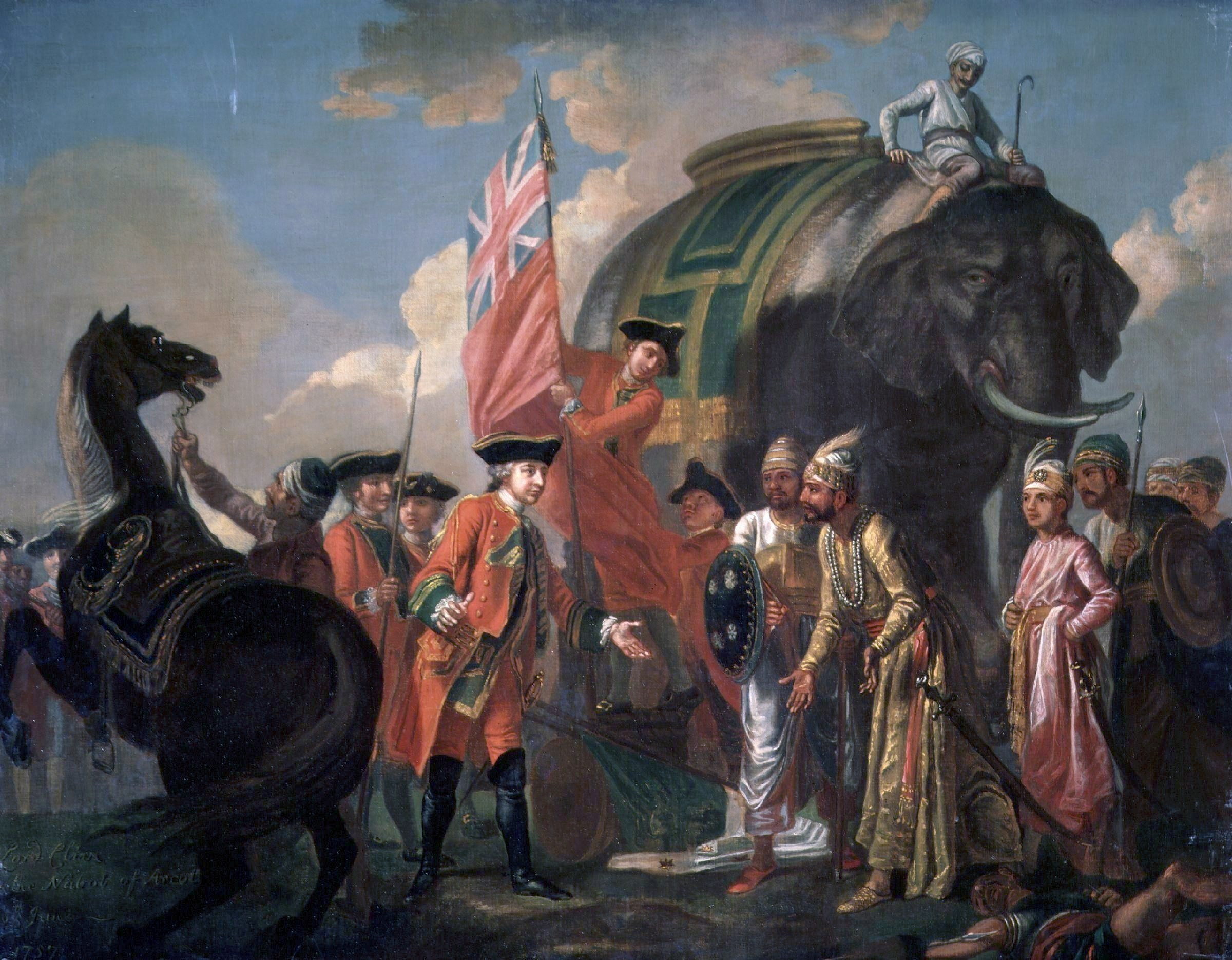
Robert Clive et Mir Jafar après la bataille de Plassey, 1757. Francis Hayman.

| Nom                    | Date              | Protagonistes             | Bilan                         |
| ---------------------- | ----------------- | ------------------------- | ----------------------------- |
| Bataille de Plassey    | 23 juin 1757      | Grande-Bretagne / France  | Victoire britannique décisive |
| Bataille de Gondelour  | 29 avril 1758     | Grande-Bretagne / France  | Victoire britannique (navale) |
| Bataille de Négapatam  | 3 août 1758       | Grande-Bretagne / France  | Bataille indécise (navale)    |
| Bataille de Pondichéry | 10 septembre 1759 | Grande-Bretagne / France  | Bataille indécise (navale)    |
| Bataille de Wandiwash  | 22 janvier 1760   | Grande-Bretagne / France  | Victoire britannique décisive |
| Bataille de Manille    | 24 septembre 1762 | Grande-Bretagne / Espagne | Victoire britannique décisive |

## La guerre de Sept Ans dans la culture

### Perception de la guerre
Dans son ouvrage A History of the English-Speaking Peoples, (Volume Three: The Age Of Revolution), Winston Churchill qualifie cette guerre de première guerre mondiale. Cette dénomination est trop anglo-centrée aux yeux de Larry Neal, qui lui préfère la proposition de Lawrence Gipson  The Great War for the Empire.

### Littérature et bande dessinée
La guerre de Sept Ans est le cadre historique de différents ouvrages :
- le roman The History of Maria Kittle d'Ann Eliza Bleecker, premier récit de captivité[80]
- le roman Le Dernier des Mohicans de James Fenimore Cooper ;
- la bande dessinée Oumpah-Pah de René Goscinny ;
- la bande dessinée Les Pionniers du Nouveau Monde de Jean-François Charles (pour les 6 premiers tomes) Cf. « Le Canada et la guerre de Sept Ans » dans L'Encyclopédie canadienne.

Elle est aussi présente dans Candide, de Voltaire, écrit en 1759, conte dans lequel le roi de Prusse Frédéric II, ancien ami de l'auteur, est caricaturé en « roi des Bulgares ».

### Cinéma
- 1925 : Fanfan-la-Tulipe de René Leprince
- 1952 : Fanfan la Tulipe de Christian-Jaque
- 1958 : La Tour, prends garde ! de Georges Lampin
- 1975 : Barry Lyndon de Stanley Kubrick
- 1988 : Pourvu qu'elles soient douces (Libertine II) de Laurent Boutonnat
- 1992 : Le Dernier des Mohicans de Michael Mann.
- 2002 : Entre l'amour et le devoir (Trenck - Zwei Herzen gegen die Krone) de Gernot Roll.
- 2003 : Fanfan la Tulipe de Gérard Krawczyk.
- 2006 : La guerre qui a fait l'Amérique (The War That Made America: The Story of the French and Indian War) de TV à Canal Savoir.
- 2009 : Montcalm, Wolfe et les autres… Vaugeois raconte, de Denis Vaugeois.
- Nouvelle-France, par Jean Beaudin, Studio 7, 2006.

### Jeux de guerre
- Batailles pour la Nouvelle-France par Luc Olivier & Benoît Larose, revue Væ Victis, no 44, mai 2002.
- La Guerre de Sept Ans : 1756-1763 par Jean-Claude Bésida, Væ Victis, no 65, novembre-décembre 2005.

### Jeux vidéo
- La série Assassin's Creed traite de la guerre de Sept Ans : Assassin's Creed III ne fait que survoler cet événement, mais Assassin's Creed Rogue le traite de façon approfondie.

#### Ouvrages en français
- Rémi Monaque, Une histoire de la marine de guerre française, Paris, éditions Perrin, 2016, 526 p. (ISBN 978-2-262-03715-4).
- Edmond Dziembowski, La Guerre de Sept Ans (1756-1763), Paris, Éditions Perrin, coll. « Pour l'Histoire », 2015, 670 p. (ISBN 978-2-262-03529-7).
- Denis Vaugeois, 1763. Le traité de Paris bouleverse l'Amérique, éditions du Septentrion, Québec, 2013, 456 p. [présentation en ligne].
- Laurent Veyssière (dir.) et Bertrand Fonck (dir.), La Guerre de Sept Ans en Nouvelle-France, Québec, éditions du Septentrion (Canada) et PUPS (France), 2012, 360 p. (ISBN 978-2-89448-703-7).
- Société généalogique canadienne-française, Fédération française de généalogie, Combattre pour la France en Amérique : dictionnaire des soldats de la guerre de Sept Ans en Nouvelle-France 1755-1760, sous la direction de Marcel Fournier, Paris, Archives & Culture, 2009, 624 p.
- Jonathan R. Dull (trad. de l'anglais), La Guerre de Sept Ans. Histoire navale, politique et diplomatique, Bécherel, Éditions Les Perséides, 2009, 536 p. (ISBN 978-2-915596-36-6).
- Gérard Saint-Martin, Québec 1759-1760 ! Les Plaines d'Abraham. L'adieu à la Nouvelle-France ?, Éditions Economica, 2007  (ISBN 978-2-7178-5350-6).
- Edmond Dziembowski, Les Pitt : l'Angleterre face à la France, 1708-1806, Paris, Éditions Perrin, 2006, 579 p. (ISBN 978-2-262-01381-3 et 2262013810).
- Jean-Claude Castex, Dictionnaire des batailles terrestres franco-anglaises de la Guerre de Sept ans, Québec, Presses universitaires de Laval, 2006, 601 p. (ISBN 2-7637-8334-1, présentation en ligne).
- André de Visme, Terre-Neuve 1762 : Dernier combat aux portes de la Nouvelle-France, Montréal, 2005, 252 p. (ISBN 2-9808847-0-7, lire en ligne).
- Alfred Rambaud, Russes et Prussiens : Guerre de sept ans, BookSurge Publishing, 2001, 456 p. (ISBN 978-0-543-98340-4).
- D. Peter MacLeod, Les Iroquois et la Guerre de Sept Ans, VLB Éditeur, 2000  (ISBN 2-89005-713-5).
- Gilles Perrault, Le Secret du Roi, L’Ombre de la Bastille, La Revanche américaine, 1996, 3 vol..
- Paul Kennedy (trad. de l'anglais par M.-A. Cochez, J.-L. Lebrave), Naissance et déclin des grandes puissances [« The Rise and Fall of the Great Powers »], Paris, Payot, coll. « Petite bibliothèque Payot », 1988 (réimpr. 1989, 1991), 730 p. (ISBN 2-228-88401-4).
- Richard Waddington, La Guerre de Sept Ans, Paris, 1899-1914, 5 volumes.
- David Hume (trad. Smollett et Adolphéus), Histoire d'Angleterre depuis 1760 jusqu'à la fin du règne de Georges III, t. 6, Paris, 1821 (lire en ligne).

#### Ouvrages en anglais
- (en) Albert Seaton, The Austro-Hungarian Army of the Seven Years War, Osprey Publishing, 1973.
- (en) Christopher Duffy, The Austrian Army in the Seven Years War, The Emperor's Press, 2000.
- (en) David G. Chandler, Atlas of Military Strategy : The Art, Theory and Practice of War 1618-1878, Arms and Armour, 1996, 208 p. (ISBN 1-85409-493-9).
- (en) Fred Anderson, Crucible of War : The Seven Years War and the Fate of Empire in British North America, 1754-1766, Faber and Faber, 2000.
- (en) Daniel Marston, The Seven years’ war, Osprey Publishing, 2001 (ISBN 1-84176-191-5).
- (en) Franz Szabo, The Seven Years War in Europe : 1756-1763, Harlow/New York, Longman, 2007, 536 p. (ISBN 978-0-582-29272-7, lire en ligne).
- (en) Franz Szabo, Kaunitz & Enlightened Absolutism : 1753-1780, Cambridge University Press, 1994.
- (en) Arcadius Kahan, The Plow, the Hammer and the Knout: an Economic History of Eighteenth-Century Russia, The University of Chicago Press, 1985.
- (en) Mark Danley et Patrick Speelman, The Seven Years’ War : Global Views History of Warfare, Brill, 2012 (ISBN 978-90-04-23644-8, lire en ligne).
- (en) "Seven years war", in thecanadianencyclopedia.ca.

#### Articles de revues

##### En français
- Jonas Nordin, « L'esprit de paix ou la naissance d'une opposition à la guerre en Suède au XVIIIe siècle », Revue d'histoire nordique, no 14,‎ 2012, p. 111-117.
- Jean-Claude Besida, « La Guerre de Sept Ans », revue Væ Victis, no 65, novembre-décembre 2005.
- Jean-Claude Besida, « Les ennemis de Frédéric » (Art de la guerre), revue Væ Victis no 64, septembre-octobre 2005.
- Abel Poitrineau, « Un bataillon de milice en campagne au XVIIIe siècle, le bataillon de Brioude, des milices d’Auvergne, pendant la guerre de Sept ans, 1757 à 1761 », Cahiers de la Haute-Loire, Le Puy-en-Velay,‎ 1969 (lire en ligne).
- Gustave Lanctot, « Perspective économiques et militaires de la guerre de Sept Ans au Canada », dans « Culture », vol. II, no 1 (mars 1941), p. 29-40 (extrait sur le site Marianopolis).

#### En anglais
- (en) Patrick Winton, « Denmark and Sweden in the European Great Power System », Revue d'histoire nordique, no 14,‎ 2012, p. 55-61.
- (en) John Keep, « Feeding the troops : Russian army supply policies during the Seven Years war », Revue canadienne des slavistes, no 1,‎ 1987.
- (en) Marian Füssel, « "Féroces et barbares ?" Cossacks, Kalmyks and Russian irregular warfare during the Seven Years War », History of Warfare, no 80,‎ 2012, p. 246.